# Histoire de Tunis
L'histoire de Tunis, la principale ville de la Tunisie, commence avant même celle de Carthage. L'existence de la localité est attestée dès le début du IVe siècle av. J.-C. En raison de sa position géostratégique, elle attire la convoitise de toutes les civilisations méditerranéennes et passe successivement sous la domination des Numides, des Phéniciens, des Grecs, des Romains, des Arabes, des Espagnols, des Ottomans et des Français, avant que le pays ne devienne indépendant.
Tunis est située au nord-est de la pointe extrême du continent africain, au bord du golfe de Tunis, à proximité immédiate de Carthage. Elle devient la capitale de la Tunisie avec l'avènement de la dynastie des Hafsides en 1229. Confirmée dans son statut après l'indépendance, elle devient également le chef-lieu du gouvernorat du même nom depuis sa création en 1956.

## Étymologie
« Tunis » est la transcription française d’un nom qui se prononce en arabe tûnus, tûnas ou tûnis (û ayant la valeur du « ou » français). Les trois vocables sont indiqués par le géographe arabe Yaqout al-Rumi dans son ouvrage Mu’jam al-Bûldan (Le dictionnaire des pays). Le dernier est celui qui prédomine dans le nom de la ville de même que dans le gentilé tûnisi ou tûnusi (tunisien).
Ce vocable, issu du terme verbal ens des dialectes berbères, se définit comme « être couché » ou « se coucher » et par extension « aller passer la nuit à », « arriver de manière à passer la nuit », « aller passer la nuit chez ». Parmi les très nombreux dérivés de ce terme, on trouve tinés (pluriel de ténésé) indiquant « le fait d’être couché » et par extension le « fait de passer la nuit ». Compte tenu des variations vocaliques dans le temps et l’espace, le nom de Tunis a donc très probablement le sens de « campement de nuit », « bivouac » ou « halte ». Dans la toponymie antique de l’Afrique romaine, on note également les noms voisins de Tuniza (actuelle El Kala), Thunusuda (actuelle Sidi Meskine), Thinissut (actuelle Bir Bouregba), Thunisa (actuelle Ras Jebel) ou Cartennæ (actuelle Ténès en Algérie). Toutes ces localités berbères se situaient sur des voies romaines et ont sans doute servi de relais ou de halte.
Pour désigner le pays dont Tunis est devenu la capitale, les géographes et historiens français ont employé le terme « Tunisie », formé sur le même modèle que le nom « Algérie », créé à partir d’Alger. Le terme s’est ensuite répandu dans toutes les langues européennes. En revanche, la forme arabe désigne à la fois la ville et le pays ; c'est seulement le contexte qui permet de savoir s'il est question de l'un ou de l'autre.

## Origines
La ville voit le jour à une époque reculée, au carrefour de routes qui s'étaient naturellement formées à travers l'étroite bande de terre resserrée entre les vastes lagunes du lac de Tunis et de la sebkha Séjoumi. La première de ces lagunes s'étend à l'est de la cité et communique avec la mer Méditerranée, la seconde étant située sur son flanc ouest. L'isthme qui les sépare l'une de l'autre constitue ce que les géologues appellent le « dôme de Tunis » qui comprend des collines de roches calcaires et des sédiments d'origine éolienne et lacustre. C'est une sorte de « pont naturel » par où passent, dès l'Antiquité, plusieurs routes importantes. La première est la grande voie littorale des migrations humaines et des pèlerinages relie la Berbérie à l'Égypte et dont le trajet tunisien est représenté par la vieille route d'Utique aux Emporia — comptoirs phéniciens échelonnés de Gabès à Tripoli — en passant par Hadrumète. La deuxième route est celle reliant Vaga (actuelle Béja) et les grandes plaines qui longent la Medjerda et rejoint à Tunis la route d'Utique aux Emporia. La troisième est la route de Sicca qui met la Numidie en communication avec Hadrumète et les Emporia via Tunis. Ces routes sont tributaires de Carthage dès que celle-ci affirme sa primauté politique et économique en Afrique du Nord mais passent obligatoirement par l'isthme de Tunis, compte tenu de la mauvaise desserte représentée par le lido Radès-La Goulette.
Sur ces parcours routiers, les courants de trafic ont favorisé la naissance de relais et d'étapes, parmi lesquels Tunis qui devait connaître un destin particulier sous l'influence d'événements historiques ultérieurs. Tunis apparaît donc à l'origine comme une véritable création de la route. Aux voyageurs, pèlerins et marchands, Tunis, juchée sur une colline abrupte aux pentes ravinées comme le sont beaucoup de villages berbères à l'époque, offre l'hospitalité de son refuge, d'où son nom. D'après cette étymologie et la position du village commandant un nœud de route, Tunis constitue déjà un gîte d'étape pour les Libyens, une mansio suivant l'expression latine, et beaucoup plus qu'un relais intermédiaire ou mutatio, titre qu'elle porte officiellement.
La naissance de Carthage est, à quelque chose près, de même nature que celle de Tunis, Carthage étant liée à la route maritime qui relie Tyr et Sidon aux colonnes d'Hercule. Bien avant la fondation de la cité, les marins phéniciens fréquentent les côtes de Libye où ils établissent des relais et des comptoirs dont quelques-uns comme Utique, Hadrumète, Oea (actuelle Tripoli) sont antérieurs à Carthage. L'emplacement où devait s'élever la future rivale de Rome sert d'abord de relais aux navigateurs phéniciens mais sa situation au bord du golfe de Tunis et d'autres avantages contribuent à retenir les Tyriens sur cet emplacement.
Le choix du site de Carthage comme celui de Tunis, en tant que future capitale de l'Ifriqiya, s'est imposé aux hommes par leur position-clé résultant de la proximité de la mer, de la salubrité du climat et des régions fertiles qui les environnent : plaines de la Medjerda, de l'oued Miliane et du cap Bon. Comme Carthage, Tunis est à peu près à égale distance des principaux ports du bassin méditerranéen et non loin du canal de Sicile, de grande importance stratégique et commerciale, qui met en communication les bassins oriental et occidental de la mer Méditerranée, dont la Tunisie forme le trait d'union naturel.
La position de Carthage-Tunis correspond si bien aux conditions politiques et économiques exigées pour la domination du pays, que les tentatives qui se sont produites au cours des siècles, en d'autres endroits, pour ériger une capitale ont abouti à des échecs : la fondation d'Utique comme chef-lieu de la province romaine d'Afrique après la destruction de Carthage, la fondation de Kairouan en 670 dans une plaine steppique à l'écart des grandes voies terrestres et maritimes de transit même si elle connaîtra un rayonnement politique et culturel considérable s'étendant à toute l'Afrique du Nord, la fondation de Mahdia et la création de Al-Mansuriya, près de Kairouan, qui connaît pendant un siècle.

## Antiquité

### Bourgade punique
Carthage, à l'abri de ses hautes murailles, porte durant les premiers siècles de son existence toute son activité en Méditerranée en créant un vaste empire maritime et colonial dont ses habitants tirent profit, puissance et prestige. Entre 480 et 450 av. J.-C., après des guerres victorieuses contre les Libyens, elle cesse de payer le tribut auquel les Maxitani (Berbères) l'avaient contrainte à sa fondation et juge utile de conquérir un territoire assez vaste pour en tirer de nouvelles garanties de sécurité et de prospérité. Elle annexe une grande partie de leur territoire qu'elle met en valeur par une exploitation agricole rationnelle.
Tunis est l'une des premières cités libyennes à passer sous la domination carthaginoise étant donné son voisinage avec la grande cité et sa position stratégique : elle commande un nœud de routes commerciales et militaires et, bien fortifiée, elle peut même couvrir Carthage en cas d'attaque venant du continent. Il s'agit alors probablement d'un petit groupement de huttes en pierres sèches recouvertes de branchages et il est probable que ses habitants se livraient au troc avec les voyageurs de passage.
C'est pourquoi les stratèges puniques la font ceindre de murailles et d'ouvrages défensifs, caractère qu'elle gardera jusqu'à la chute de Carthage puisque Polybe, qui la voit au moment où Scipion l'Africain assiège Carthage, indique que « Tunes est bien défendue par la nature et l'ouvrage des hommes », ce que confirme Tite-Live. Elle est d'ailleurs si bien défendue que, tout au long de l'histoire de Carthage, elle sera souvent conquise par les ennemis de la grande cité punique. Diodore de Sicile indique qu'en 396 av. J.-C., les Libyens se révoltent et, au nombre de 200 000, s'emparent d'abord de Tunis. Perchée sur sa colline, Tunis est un excellent observatoire d'où ils peuvent suivre aisément les manifestations extérieures de la vie de Carthage (allées et venues des navires ou des caravanes vers l'intérieur du pays). Ils bloquent ensuite Carthage mais doivent lever le siège, faute d'entente entre eux et de moyens militaires suffisants.

### Occupation grecque
Durant l'expédition d'Agathocle de Syracuse, qui débarque en 310 av. J.-C. au cap Bon (dont les cultures font l'admiration de l'armée grecque), Tunis change de main à plusieurs reprises. Les Grecs s'emparent de la cité et établissent leur camp dans son voisinage d'où ils menacent Carthage. Mais pendant qu'Agathocle part assiéger Hadrumète, les Carthaginois prennent le camp grec et commencent le siège de Tunis où les Grecs s'étaient enfermés. Agathocle en apprenant la défaite de ses troupes, revient en hâte et oblige les Carthaginois à lever le siège. Pendant près de trois ans, Tunis reste entre l'une des bases d'opérations grecques durant leur campagne africaine. De là, ils peuvent surveiller Carthage. Toutefois, après des revers, Agathocle laisse la cité à ses deux fils pour chercher des renforts en Sicile. Il revient avec des troupes nouvelles pour continuer la lutte contre Carthage. Il peut ainsi, selon Diodore de Sicile, réunir près de 22 000 hommes, dont 10 000 Libyens, 1 500 cavaliers et plusieurs milliers de chars. Mais au cours d'une bataille qu'il livre dans la région de Tunis, il est vaincu par les Carthaginois. Agathocle fuit durant la nuit pour la Sicile en abandonnant ses deux fils et ses troupes. Celles-ci se révoltent et, après avoir massacré les fils d'Agathocle, négocient avec Carthage pour évacuer Tunis et les principales villes restées entre leurs mains.

### Guerres puniques

#### Première guerre punique
À l'exemple d'Agathocle de Syracuse, les Romains portent les hostilités en Afrique du Nord (256 av. J.-C.) au cours de la première guerre punique. Commandés par Marcus Atilius Regulus, les Romains débarquent à Clupea (actuelle Kélibia) et ravagent les villes et les riches campagnes du cap Bon. Après leur victoire d'Adyn (Oudna), ils s'emparent de Tunis où ils établissent leur camp. De là, ils menacent Carthage à l'abri de ses remparts mais manquant de généraux capables de vaincre les Romains. Cependant, le Sénat de Carthage confie le commandement de l'armée punique à un aventurier spartiate dénommé Xanthippe qui inflige une lourde défaite à Regulus, lequel est fait prisonnier et ramené à Carthage avec ses principaux officiers tous relâchés sur parole. La guerre reprend en Sicile et sera perdue par les Carthaginois qui devront évacuer pour toujours l'île.

#### Guerre des Mercenaires
Parmi les troupes évacuées se trouvent 20 000 mercenaires avec leurs femmes, enfants et bagages auxquels Carthage doit plusieurs mois de solde malgré les promesses du Sénat de régler cet arriéré. De la menace, les mercenaires passent à la révolte ouverte. Cette terrible insurrection, appelée « la guerre inexpiable », fournit à Gustave Flaubert le sujet de son célèbre roman Salammbô (1862). Spendios, le chef des mercenaires révoltés, conclut une alliance avec Mathos, chef des Libyens de l'armée, qui entraîne à sa suite 70 000 indigènes du territoire punique que les Carthaginois avaient durement traités pendant la guerre avec les Romains, exigeant d'eux d'énormes impôts en nature, en argent et en corvées. Mathos, Spendios et Autarite, chef des Gaulois, s'emparent de Tunis et font de cette place forte leur base d'opérations contre Carthage qui est isolée du continent. Toutefois, la grande cité avait emmagasiné des armes et des provisions en quantités suffisantes pour soutenir un long siège. Qui plus est, elle avait confié le commandement de ses troupes à Hamilcar Barca, habile général qui s'était couvert de gloire pendant les guerres de Sicile. Ce dernier inflige, sur les rives de la Medjerda, une cuisante défaite aux rebelles qui refluent vers Tunis puis attire le gros de leurs troupes, au nombre de 40 000, dans le défilé de la Scie, près de Zaghouan, et les extermine en totalité, y compris leurs chefs Spendios et Autarite. Il marche ensuite sur Tunis où Mathos s'est retranché à la tête d'un grand nombre de Libyens. Au cours du siège, ce dernier fait une sortie en force au cours de laquelle il attaque au nord de Carthage un lieutenant d'Hamilcar qui est pris et mis en croix avec trente nobles carthaginois. En apprenant cet échec, Hamilcar lève le siège de Tunis et part à la rencontre de Mathos qui recule jusqu'en Byzacène. Une bataille décisive a lieu à Leptis Minor, près d'Hadrumète, au cours de laquelle les Libyens sont tués ou faits prisonniers tandis que leur chef pris vivant meurt dans les supplices. Le rôle joué par Tunis durant la guerre des Mercenaires laisse penser qu'elle est alors « un des principaux centres de la race aborigène ». Selon toute vraisemblance, le gros de sa population est alors constituée de paysans, de pêcheurs et d'artisans. Outre les Libyens, son peuplement primitif devait comprendre des Phéniciens, des métis et des esclaves dont les Carthaginois font commerce. Des découvertes archéologiques témoignent par ailleurs de la pénétration de la langue et de la civilisation carthaginoise dans la ville berbère. Toutefois, en regard de la Carthage punique, l'antique Tunes reste d'une taille très modeste.

#### Deuxième guerre punique
La deuxième guerre punique (218-202 av. J.-C.), durant laquelle s'illustrent notamment Hannibal Barca du côté des Carthaginois et Scipion l'Africain du côté des Romains, met à nouveau Tunis en évidence. Après sa victoire des grandes plaines, Scipion occupe Tunis abandonnée sans combat par la garnison punique chargée de la défendre. Ayant établi son camp dans cette ville, il part se montrer jusque sous les murs de Carthage pour frapper ses habitants de terreur et de découragement selon l'historien Polybe. À partir de Tunis, Scipion dirige une grande partie de la campagne d'Afrique (204-202 av. J.-C.). Après la défaite de Syphax dans les environs de Cirta, le Sénat carthaginois demande la paix et délègue trente de ses membres pour en discuter les conditions avec Scipion qui avait rejoint son camp à Tunis. Les sénateurs se présentent en suppliant devant le consul qui leur fait connaître les conditions de la paix. Les Carthaginois commencent à souscrire à ces conditions lorsqu'ils apprennent qu'Hannibal venant d'Italie avait débarqué à Hadrumète avec une partie de ses vétérans.
La reprise des hostilités devient inévitable et la trêve est donc rompue. La guerre se termine par la défaite d'Hannibal à la bataille de Zama (202 av. J.-C.). À son retour à Carthage, Hannibal conseille au Sénat de faire la paix sans tarder. Une nouvelle députation est envoyée auprès de Scipion qui avait rejoint Tunis après sa victoire de Zama. Le vainqueur fait connaître ses nouvelles conditions, beaucoup plus sévères que les premières, auxquelles Carthage doit souscrire. Après leur ratification par le Sénat romain, Carthage obtient la paix en abandonnant ses possessions en Espagne et une partie de ses possessions africaines au bénéfice de Massinissa. Elle ne peut faire la guerre sans l'autorisation de Rome, doit livrer sa flotte et payer une énorme indemnité de guerre.

#### Troisième guerre punique
Au cours de la troisième guerre punique (149-146 av. J.-C.), qui se termine par le siège et la destruction de Carthage, il n'est pas question de Tunis. Mais il est certain que Scipion l'Africain s'empare de cette place forte avant d'entamer la prise de Carthage. Il n'est pas exclu que Tunis oppose une certaine résistance car Strabon indique que les Romains détruisent Neferis, Tunis, Néapolis (actuelle Nabeul) et Clupea en même temps que Carthage. Ils n'auraient pas rasé ces villes si elles s'étaient soumises comme l'avaient fait les autres cités puniques qu'ils épargnées.

### Cité romaine
De la destruction de Carthage par Scipion l'Africain à sa restauration sous le règne d'Auguste, il s'écoule une période de près d'un siècle et demi au cours de laquelle Tunis doit renaître de ses cendres. Sur son emplacement ne pesait pas, en effet, l'interdit absolu dont était frappé celui de Carthage. Elle aurait donc été reconstruite avant Carthage. Elle ne fait toutefois l'objet que de rares témoignages dont la table de Peutinger qui mentionne Thuni. Dans le système de voies de la province d'Afrique, elle n'a que le titre de mutatio (relais de poste). La ville latinisée est christianisée et devient le siège d'un évêché. Toutefois, même de très petites cités possèdent alors des évêques, cela n'indiquant donc pas la taille de la ville romaine. Tunes reste sans doute une modeste bourgade tant que Carthage existe.
À l'abri de la Pax Romana, Tunis est sans doute repeuplée par des éléments néo-puniques. On sait qu'à l'exception des habitants de Carthage et de quelques autres villes, tout le reste de la population punique survit à la destruction de la grande cité et même prospère, fortement nouée au sein d'une civilisation qui lui est propre : la civilisation carthaginoise, c'est-à-dire la langue, les mœurs, les coutumes, les croyances religieuses et morales, les techniques et l'art de la vieille cité punique. Sous l'impulsion de cet ensemble culturel, la vie urbaine continue de se développer dans la province romaine, comme dans les royaumes indigènes qui l'entourent, et Tunis profite certainement de ces facteurs favorables pour se relever avec d'autant plus de facilité que sa situation géographique en fait, après la disparition de Carthage, l'un des principaux relais sur la route reliant Utique, alors chef-lieu de la province, à Hadrumète et aux Emporia.
Vraisemblablement, en raison de sa proximité des lieux en cause, elle sert de résidence provisoire aux 3 000 colons, ou à une partie d'entre eux, que les Grecs ramènent de Rome en 115 av. J.-C. pour mettre en culture les environs de Carthage, tentative qui avorte en raison de l'hostilité du Sénat romain et de l'assassinat de ses promoteurs. Tunis voit sans doute défiler les légions de Jules César lorsque le dictateur, après sa victoire de Thapsus, prend le chemin d'Utique. S'arrêtant devant les ruines de Carthage, il note sur ses tablettes avec un sens aigu des nécessités présentes et futures : « Il faut rebâtir Carthage ». Il la fait mettre à exécution à son retour à Rome en 46 av. J.-C. mais c'est Auguste, son fils adoptif et successeur, qui la réalise complètement en donnant l'ordre de restaurer Carthage et d'en faire la capitale administrative de l'Afrique romaine. Tunis assiste donc à la construction de la Carthage nouvelle mais se réjouit de la résurrection de sa puissante voisine, à l'ombre de laquelle elle a toujours vécu, avec l'espoir de profiter de la prospérité générale. En apportant l'ordre et la paix en Afrique du Nord, les Romains font de l'Afrique proconsulaire l'une des plus riches provinces de l'Empire romain par son agriculture et son commerce. Un réseau routier bien entretenu permet de transporter les produits du sol vers les ports de la côte, notamment le blé et l'huile d'olive mais aussi des fauves vivantes destinées aux jeux du cirque.
Tunis, durant cette époque florissante, occupe primitivement le sommet de la colline de la kasbah et occupe au cours des siècles les pentes orientales, en direction du lac dont les eaux s'étendent à cette époque jusqu'aux abords de l'actuelle Bab El Bhar. Un prince vandale dénommé Gibamond fait édifier à Tunis, au début du VIe siècle, dans les parages du souk El Grana, des thermes publics splendidement décorés. Il est possible que la cité ait été fortifiée à l'époque byzantine car des savants pensent que les fondations et quelques assises de la muraille qui longe la sebkha Séjoumi appartiennent à l'enceinte antique. Dans l'intérieur du Dar El Bey subsistent trois arcades romaines d'ordre dorique, vestiges probables d'un théâtre romain dont l'emplacement était admirablement choisi pour le panorama qu'on y découvrait.

## Moyen Âge
La région est conquise par les troupes arabes menées par Hassan Ibn Numan au VIIe siècle. À défaut d'occuper Carthage, ouverte sur la mer et par conséquent détruite vers 695-698, les Arabes jettent leur dévolu sur le site de l'antique Tunes, en 699, et y établissent une modeste ville. En effet, la cité est pourvue d'une position privilégiée au fond du golfe, au carrefour des flux commerciaux avec l'Europe et son arrière-pays, bâtie à flanc de colline, protégée à l'est par un lac, au nord par les collines du Belvédère et de Ras Tabia, à l'ouest par la grande sebkha Séjoumi et au sud par les escarpements rocheux de Sidi Belhassen. Très tôt, Tunis joue le rôle militaire pour lesquelles les Arabes l'ont choisi : le traditionaliste et jurisconsulte Yahia Ben Saïd El Ansari, qui se rend en Ifriqiya sous le règne du calife ʿUmar II (717-720), déclare qu'il y entre ceint d'un sabre parce qu'il s'agit d'une « place-frontière ». La ville est désormais la seule cité importante dans les parages du détroit de Sicile. Dès les premières années du VIIIe siècle, le chef-lieu de district qu'est alors Tunis se voit renforcer dans son rôle militaire : barrer la route de la capitale de l'Ifriqiya, Kairouan, à un ennemi venu de la mer et porter des coups aux États chrétiens en attaquant leurs navires et en opérant des razzias sur leurs côtes. Devenue ainsi la base navale des Arabes en Méditerranée occidentale, Tunis prend une importance militaire considérable.

### Aghlabides

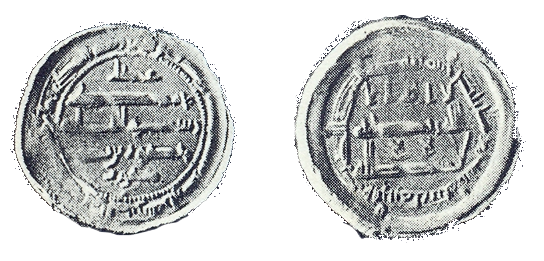
Dirham frappé à Kairouan par l'insurgé Mansour Tonbohdi en 825.

Sous le règne des Aghlabides, l'Ifriqiya connaît une ère de prospérité sans précédent. Tunis profite de cette embellie et devient rapidement la deuxième cité du royaume. La mosquée Zitouna est considérablement agrandie et sa réputation s'étend au-delà des limites de la ville. Devenue la capitale du pays à la fin du règne d'Ibrahim II (902), elle le demeure jusqu'en 909, date à laquelle des Berbères chiites prennent l'Ifriqiya et fondent la dynastie des Fatimides, puis redevient chef-lieu de district. La ville est durement éprouvée par l'insurrection kharidjiste menée par Abou Yazid dit « l'homme à l'âne ». En septembre 945, les insurgés occupent Tunis et la livrent au pillage et dévastent tous les souks. C'est alors que s'illustre le cadi et jurisconsulte Sidi Mahrez qui prend en main les destinées de sa ville saccagée et ruinée. Il dirige la reconstruction des remparts, organise les souks, créé le petit marché de Bab Souika et s'occupe de l'installation des juifs dans le quartier de la Hara.

### Zirides et Khourassanides

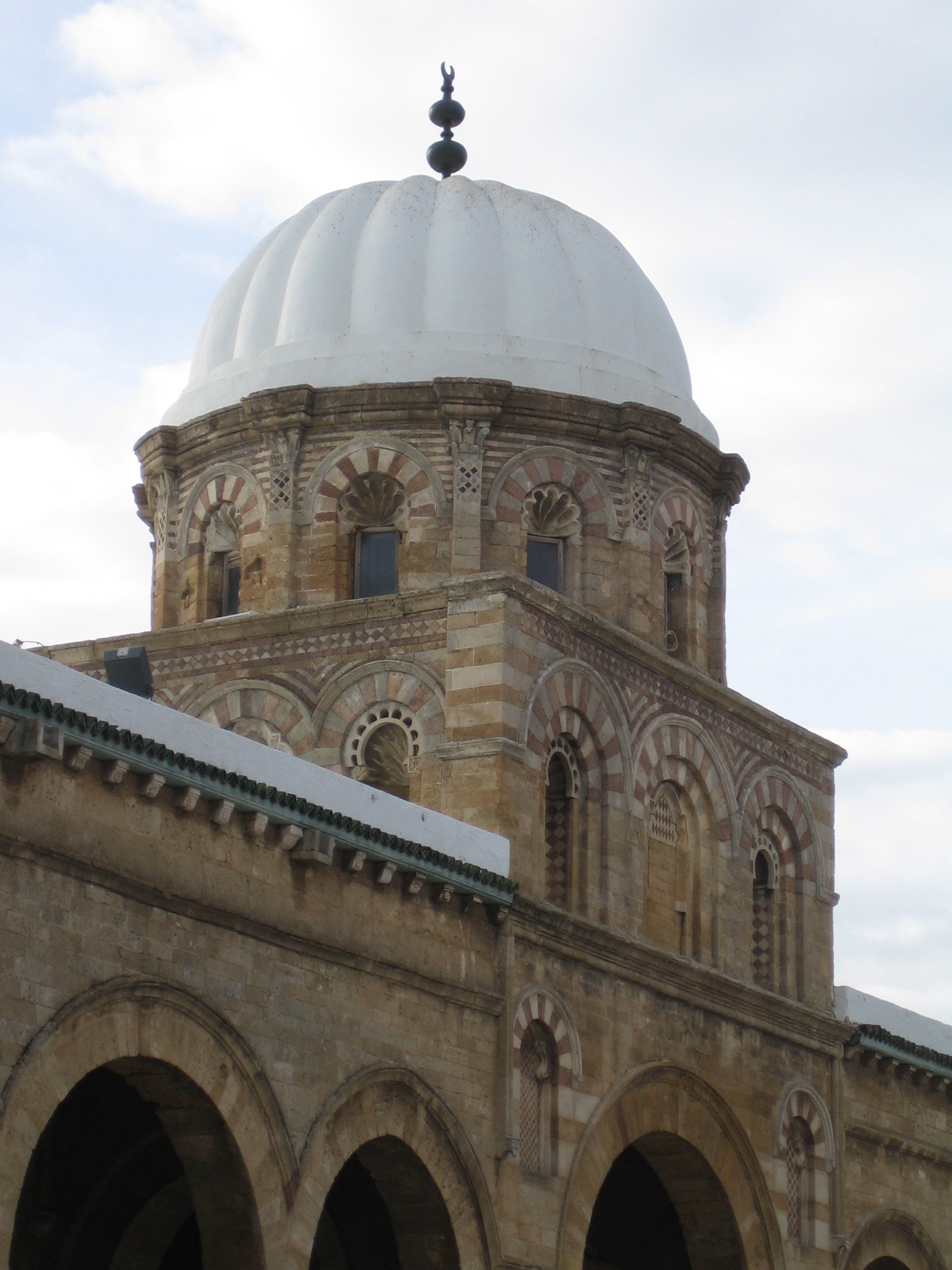
Coupole du bahou en pierre bichrome dans la cour de la mosquée Zitouna, élevée en 990 à l'époque ziride.

Avec l'avènement de la dynastie des Zirides, divisée après la mort de son premier souverain en 983, Tunis gagne en importance. Toutefois, la population, restée sunnite, supporte de plus en plus mal le règne chiite et perpétue des massacres contre cette communauté. C'est pourquoi, en 1048, le Ziride Al-Muizz ben Badis rejette l'obédience fatimide et rétablit dans toute l'Ifriqiya le rite sunnite. Cette décision provoque la colère du calife chiite Al-Mustansir Billah. Pour punir les Zirides, il lâche sur l'Ifriqiya des tribus arabes dont les Hilaliens. Une grande partie de l'Ifriqiya est mise à feu et à sang, la capitale ziride Kairouan est détruite en 1057 et seules quelques villes côtières dont Tunis et Mahdia échappent à la destruction. Exposée aux exactions des tribus hostiles qui campent aux environs de la ville, la population de Tunis, qui ne reconnaît plus l'autorité des Zirides repliés à Mahdia, prête allégeance au prince hammadide El Nacer ibn Alennas, basé à Bougie, en 1059. D'après Ibn Khaldoun, « ce prince leur donna pour gouverneur un nommé Abdelhak ibn Abdelaziz ibn Khourassan ». Ce dernier, ayant rétabli l'ordre dans le pays, ne tarde pas à s'affranchir des Hammadides et fonde la dynastie des Khourassanides avec Tunis pour capitale. Le petit royaume indépendant renoue avec le commerce extérieur et retrouve la paix et la prospérité. La ville est alors embellie par de nouvelles constructions, dont un palais fortifié dans la partie haute de la ville, et les défenses extérieures sont renforcées ainsi que celles du port. Le témoignage du géographe arabe Al-Bakri, qui visite Tunis vers 1067, est assez éloquent : 
« À Tunis, les bazars sont très nombreux et renferment des marchandises dont l'aspect remplit le spectateur d'admiration. On compte dans la ville quinze bains et beaucoup de caravansérails qui s'élèvent à une grande hauteur. Les portes de toutes les maisons sont encadrées de beau marbre […] Tunis est un grand centre d'études, on y cultive surtout la jurisprudence et plusieurs natifs de cette ville ont rempli les fonctions de grands cadis de l'Ifriqiya. Tunis est l'une des plus illustres villes de l'Ifriqiya et des plus riches en excellents fruits. »
 Entre 1128 et 1148, les Hammadides reprennent le contrôle de la ville et y nomment un gouverneur.

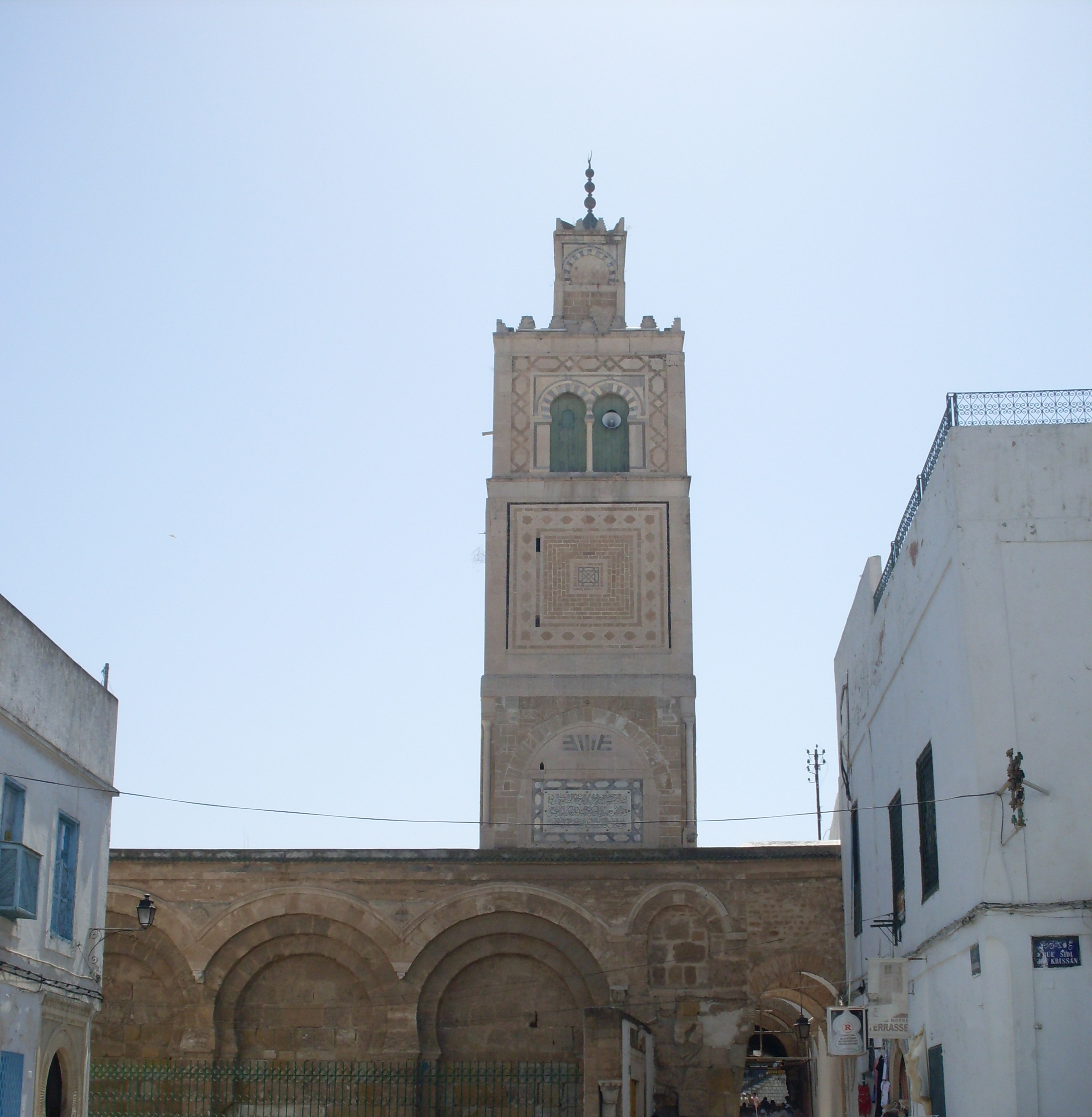
La mosquée El Ksar, édifiée par les princes de la dynastie des Khourassanides, date du début du XIIe siècle.

Au cours des premiers siècles qui suivent sa fondation, Tunis est peuplée par une population hétérogène. Aux premiers groupes d'Arabes et de Berbères islamisés s'ajoutent progressivement des milliers d'immigrants venus du Maghreb, d'Europe et d'Asie. Mais c'est au début du XIIIe siècle que la ville connaît son mouvement migratoire le plus important.

### Almohades
En 1159, Abd al-Mumin arrive en Ifriqiya et expulse les Normands de tous les ports (Gabès, Sfax, Sousse ou encore Kélibia) qu'ils occupent. Il s'empare de Tunis, destitue le dernier souverain khourassanide et installe à sa place un gouvernement almohade chargé de l'administration de toute l'Ifriqiya. La conquête almohade ouvre une nouvelle période dans l'histoire de Tunis. La ville, qui jouait jusque-là un rôle de second plan derrière Kairouan et Mahdia, se trouve promue au rang de capitale de province. La paix ne dure qu'un temps car un nouvel événement vient encore une fois bouleverser le destin de la cité. À la fin du XIIe siècle, des princes almoravides, les frères Ali et Yahia ibn Ghania partis des îles Baléares, débarquent à Béjaïa et se lancent à l'assaut des villes de l'Ifriqiya. Ils occupent pendant un temps la ville de Tunis. En 1204, le calife almohade Muhammad an-Nasir libère l'Ifriqiya et rétablit l'autorité almohade. Dans Tunis, promue capitale de l'Ifriqiya, Muhammad an-Nasir installe comme gouverneur le cheikh Abd al-Wâhid ibn Hafs. En 1228, son fils Abû Zakariyâ Yahyâ s'empare du pouvoir et, un an plus tard, s'affranchit du pouvoir almohade, prend le titre d'émir et fonde la dynastie des Hafsides.

### Hafsides

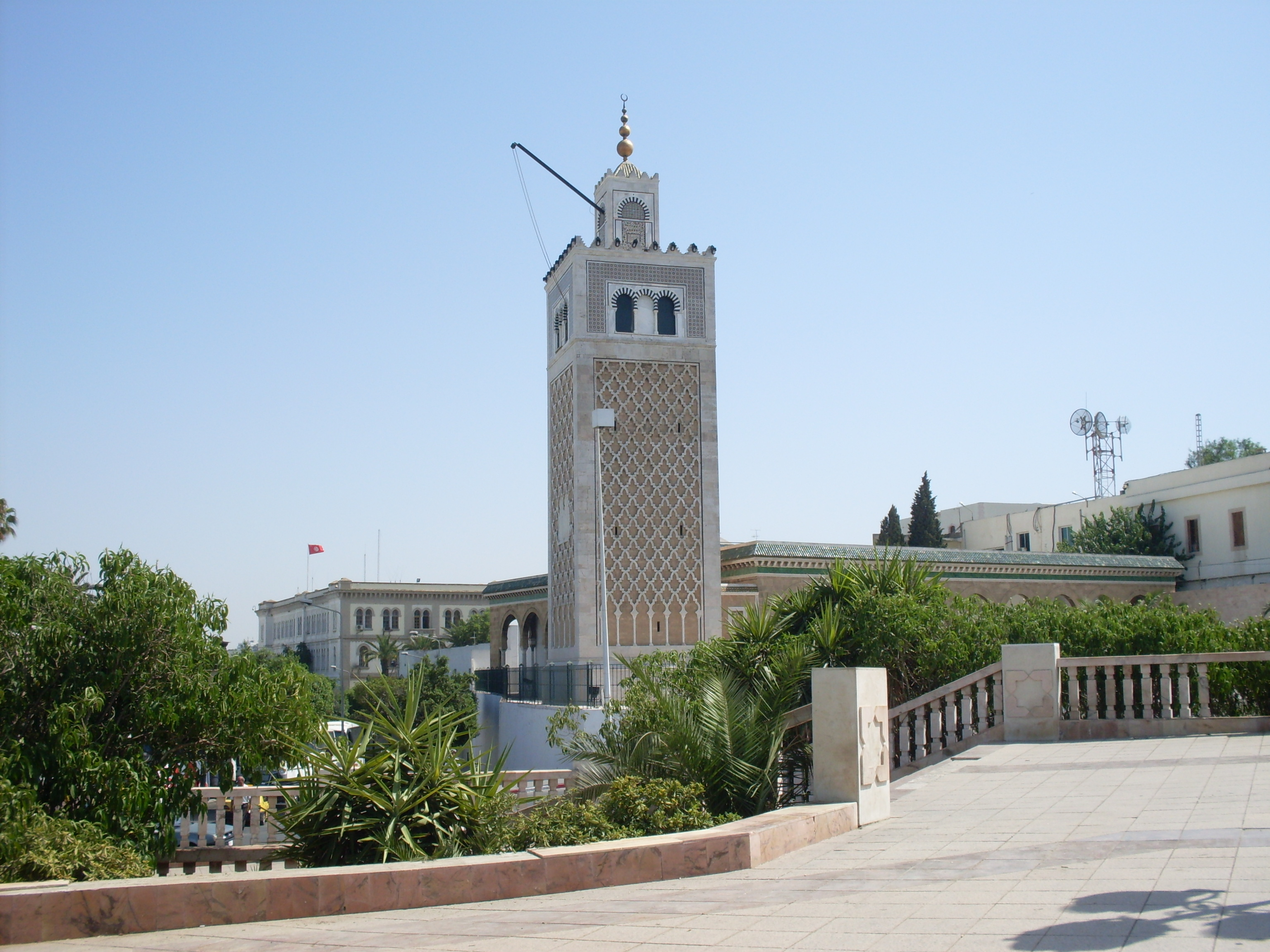
Vue de la mosquée de la Kasbah élevée, entre 1231 et 1235, par le fondateur de la dynastie hafside Abû Zakariyâ Yahyâ.

Avec l'avènement des Hafsides, elle devient la capitale d'un royaume s'étendant progressivement vers Tripoli et Fès. Pendant son règne, Abû Zakariyâ Yahyâ ne néglige pas l'embellissement de sa capitale qui voit alors sa population s'accroître — estimée entre 35 000 et 100 000 habitants — et ses activités se diversifier. À la ville primitive s'ajoutent au nord et au sud d'importants faubourgs enserrés par une deuxième enceinte entourant la médina, la kasbah et ces faubourgs. Selon Ibn Khaldoun : 
« La prospérité de Tunis fut portée au plus haut degré et les habitants jouissaient d'une aisance sans exemple. On y rechercha le luxe dans les habillements, les équipages, les maisons, les meubles et les tentes. L'on rivalisa d'efforts pour rebâtir, restaurer et améliorer, on avait même atteint à la dernière limite de la perfection quand on entra dans une nouvelle époque, celle de la décadence. »
Les sultans qui se succèdent au pouvoir multiplient en effet les fondations pieuses (mosquées, médersas et zaouïas), entreprennent des travaux d'utilité publique, construisent des résidences fastueuses et renforcent la défense de la ville par la construction d'une nouvelle kasbah et de nouveaux remparts.

En effet, Tunis se retrouve prise dans la huitième croisade : Louis IX, espérant convertir le souverain hafside au christianisme et le dresser contre le sultan d'Égypte, s'empare facilement de Carthage mais son armée est rapidement victime d'une épidémie de dysenterie. Louis IX lui-même en meurt le 25 août 1270 devant les remparts de la capitale. Dans le même temps, chassés par la reconquête espagnole, les premiers Andalous arrivent à Tunis et vont participer activement à la prospérité économique et à l'essor de la vie intellectuelle dans la capitale hafside. Par ailleurs, l'université Zitouna devient l'un des principaux centres d'enseignement du monde islamique. Mohamed El Abdery, voyageur et historien andalou qui visite l'Ifriqiya au XIIIe siècle, ne tarit pas d'éloges sur Tunis : 
« Nous arrivâmes à Tunis, but élevé de toutes les espérances, centre où converge la flamme de tous les regards, rendez-vous des voyageurs de l'Orient et de l'Occident […] Si je n'étais pas entré à Tunis, j'aurais déclaré que la science n'avait laissé aucune trace dans l'Occident, que son nom même y était oublié, mais le Maître de l'Univers a voulu qu'il n'y eut pas un endroit de la terre dépourvu d'hommes habiles en toute chose. Aussi ai-je trouvé dans cette cité un représentant de chaque science et des hommes se désaltérant à tous les abreuvoirs des connaissances humaines. Étudiants et professeurs, cette pléiade d'érudits brillait du plus glorieux éclat… »

La reconquête de l'Espagne musulmane par les souverains catholiques entraîne le départ volontaire ou forcé de plusieurs milliers de personnes qui choisissent de s'installer dans les villes du Maghreb dont Tunis. Ces nouveaux immigrés apportent avec eux de nouvelles techniques industrielles, artisanales et agricoles et contribuent ainsi au renouveau culturel et artistique de la capitale. Ibn Khaldoun écrit d'ailleurs : 
« Sa cour [celle du sultan hafside Abû `Abd Allah Muhammad al-Mustansir] fut toujours remplie de personnages éminents qui s'y étaient rendus du vivant de son père. On y rencontrait surtout une foule d'Andalous, les uns poètes distingués, les autres écrivains éloquents, savants illustres, princes magnanimes, guerriers intrépides qui étaient venus s'abriter à l'ombre de sa puissance. »
 Cette immigration atteint son apogée au début du XVIIe siècle. Si la plus grande partie de la population est alors musulmane, il existe néanmoins deux groupes non musulmans : les juifs et les chrétiens. Persécutés sous les Almohades, ils sont tolérés sous les Hafsides et intégrés dans le tissu économique — métiers de la banque, orfèvrerie, commerce avec l'Europe ou encore rachat d'esclaves chrétiens — pour les premiers et l'armée pour les seconds.

### Occupation espagnole

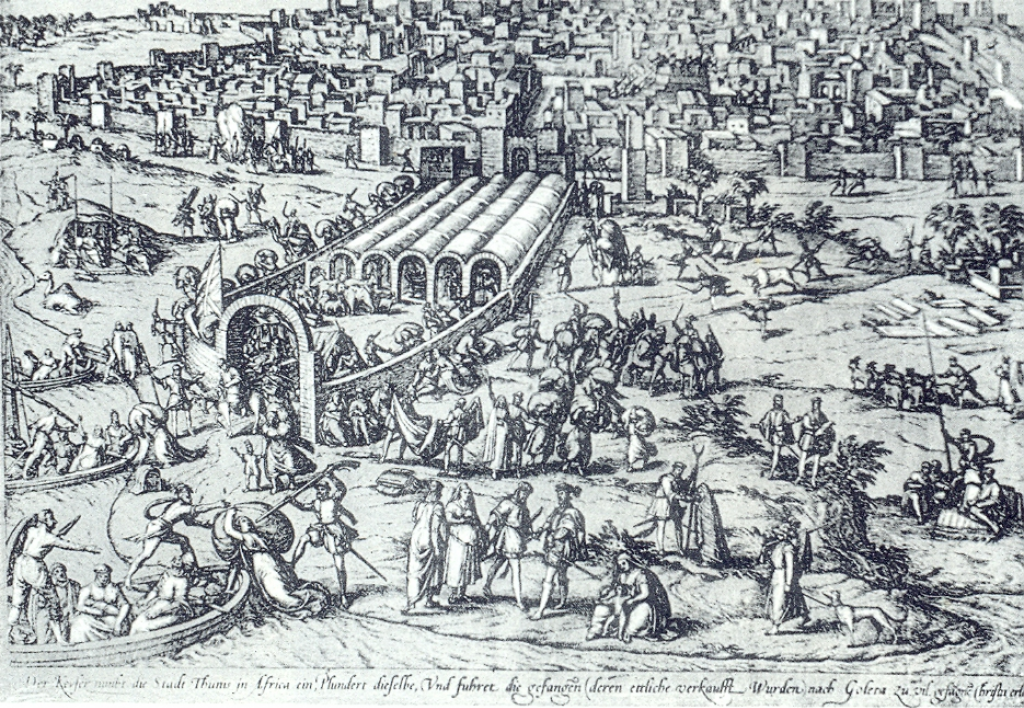
Bab El Bhar et l'arsenal en 1535 lors du sac de Tunis par l'armée de Charles Quint.

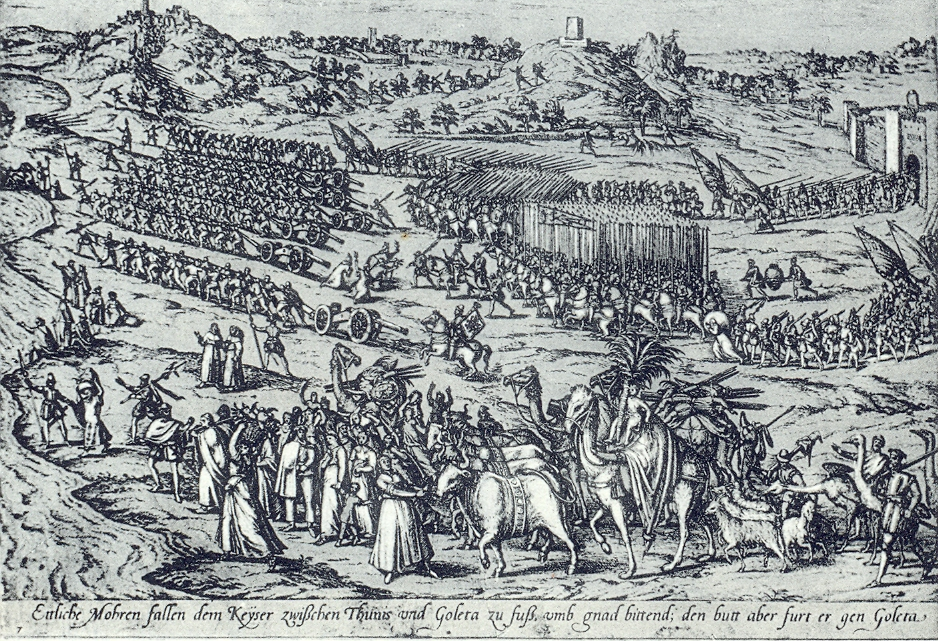
Charles Quint sortant de Tunis à la tête de ses troupes pour se rendre à Radès.

Au cours du XVIe siècle, la Tunisie est l'un des principaux théâtres où s'affronte la monarchie espagnole et l'Empire ottoman. Sous leur règne respectif, la capitale hafside traverse plus d'une épreuve dont souffrent ses ouvrages défensifs, ses monuments et ses quartiers d'habitation.
Ainsi, les troupes ottomanes, sous la conduite de Khayr ad-Din Barberousse, se présentent devant Bab El Jazira le 18 août 1534 et livrent la ville au pillage. Charles Quint, appelé à la rescousse par les dirigeants européens menacés par l'avancée ottomane en Méditerranée, prend la ville le 6 août 1535 et rétablit le souverain hafside. Lors de leur occupation partielle du pays, les Espagnols élèvent à grands frais de puissantes citadelles à La Goulette et Tunis, abolissent l'esclavage et rétablissent la liberté de commerce et de culte pour les chrétiens.
Après avoir échoué devant Alger en 1541, les chrétiens doivent progressivement abandonner leurs possessions au Maghreb. Face aux difficultés rencontrées par les Hafsides, le régent d'Alger, Uludj Ali, à la tête d'une armée de janissaires et de cavaliers tribaux kabyles et arabes, reprend Tunis en 1569. Toutefois, à la suite de la bataille de Lépante en 1571, les Espagnols parviennent à reprendre la ville et rétablissent le souverain hafside. Les derniers combats qui mettent aux prises Espagnols et Ottomans entraînent de nouvelles destructions : c'est une cité à demi ruinée qui tombe finalement aux mains des Ottomans de Sinan Pacha en septembre 1574. Mais les nouveaux maîtres de la Tunisie remettent bientôt en état ce qui a été détruit : d'anciens monuments sont restaurés, d'autres sont élevés et la ville retrouve un nouvel éclat. Elle n'en conserve pas moins, dans ses grandes lignes, la structure qu'elle avait au temps des califes hafsides.

## Époque moderne

### Cité ottomane

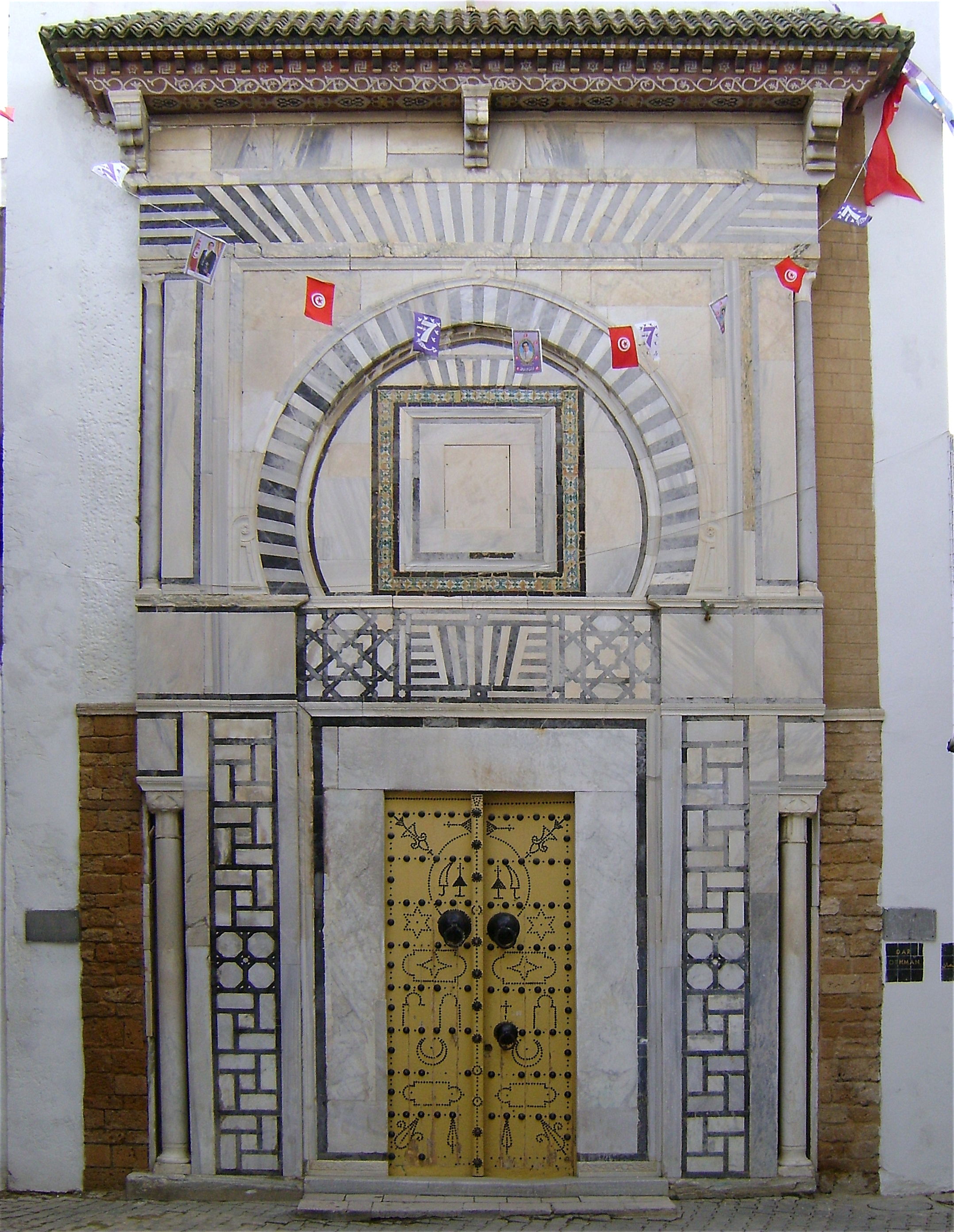
Façade du Dar Othman, palais datant du début de la période ottomane (fin du XVIe siècle).

Devenu une province ottomane gouvernée par un pacha nommé par le sultan ottoman basé à Constantinople, le pays ne tarde pas de accéder à une certaine autonomie (1591). Sous le règne des deys puis des beys mouradites, la capitale prend un nouvel essor : sa population grossit grâce à de multiples apports ethniques, dont les Maures chassés d'Espagne, et les activités économiques se diversifient.

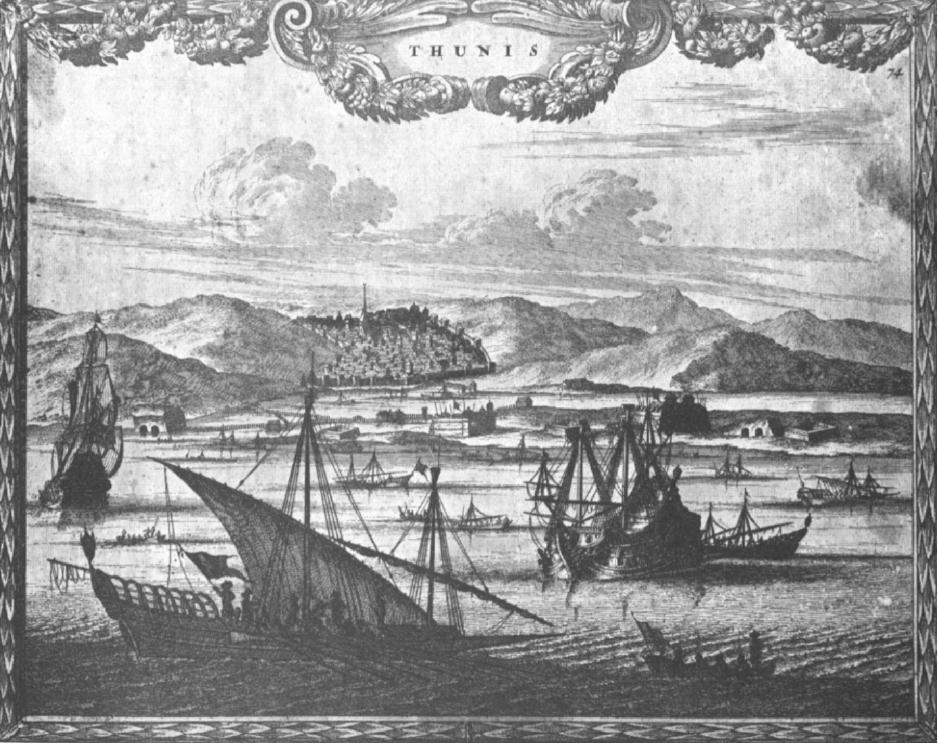
Gravure représentant Tunis en 1690.

Aux industries traditionnelles et aux échanges avec les pays lointains s'ajoute la course qui connaît alors son âge d'or. Les profits assurés par le rachat des esclaves chrétiens permettent également aux souverains d'élever des constructions fastueuses qui renouvellent la parure monumentale héritée du Moyen Âge. Ainsi, au cours du XVIIe siècle, de nombreuses mosquées sont élevées, comme la mosquée Youssef Dey, la mosquée Hammouda-Pacha et la mosquée Sidi Mahrez, tout comme de nouvelles médersas telles la médersa Andaloussiya et la médersa Mouradiyya. Avec l'arrivée des Ottomans, près de 4 000 janissaires s'installent à Tunis en provenance d'Asie Mineure, en particulier de Smyrne, de même que des Turcs et des Européens convertis à l'islam se consacrant pour une bonne part aux métiers de la marine et de la course.
Avec leur intégration apparaît le groupe des Koulougli (nés de mariage entre Turcs et femmes autochtones) qui accède rapidement aux plus hautes fonctions militaires et politiques. Tous les groupes de populations aux origines diverses n'ont pas à proprement parler de langue commune. Ils communiquent entre eux par un dialecte où se mélangent des mots français, italiens et arabes. Entre eux, ils utilisaient leur langue propre : arabe dialectal, espagnol, turc, français, sicilien, calabrais, judéo-arabe, etc.

### Autonomie sous les Husseinites

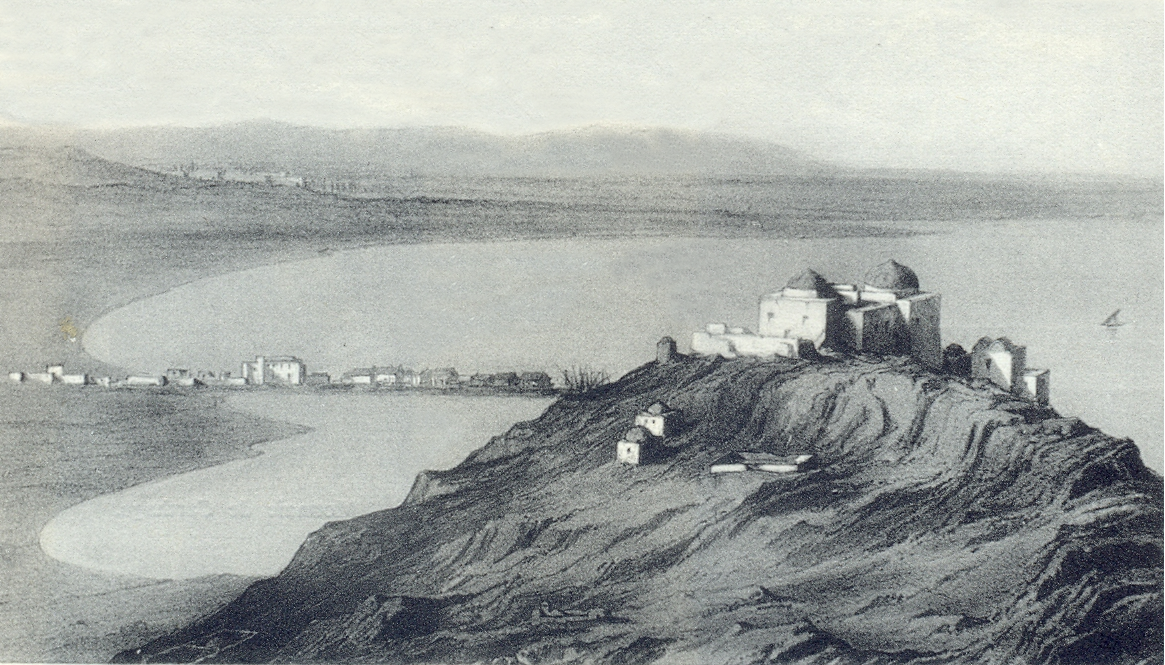
Vue depuis la colline de Sidi Belhassen en 1846.

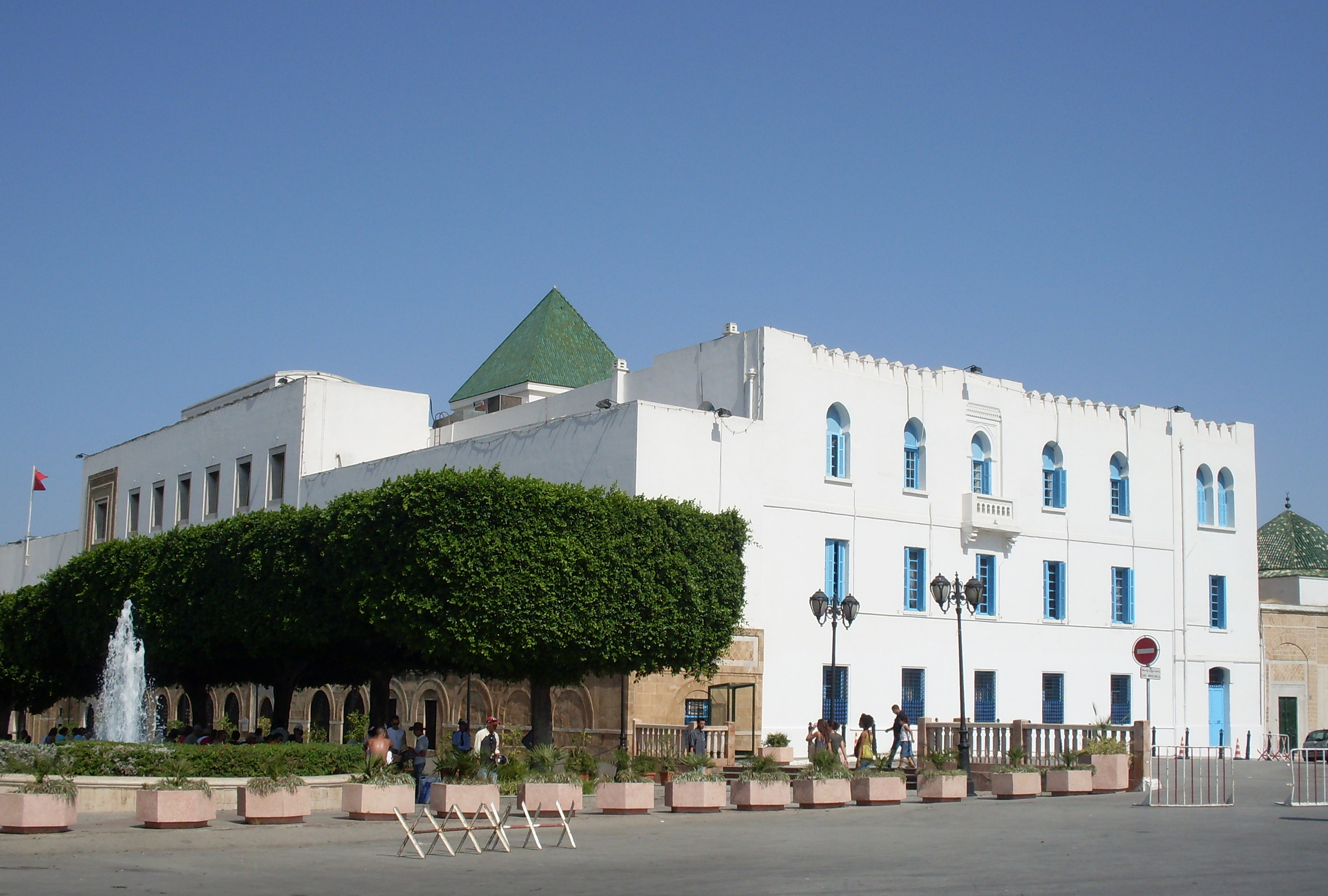
Palais du Dar El Bey, ancienne résidence tunisoise des souverains husseinites.

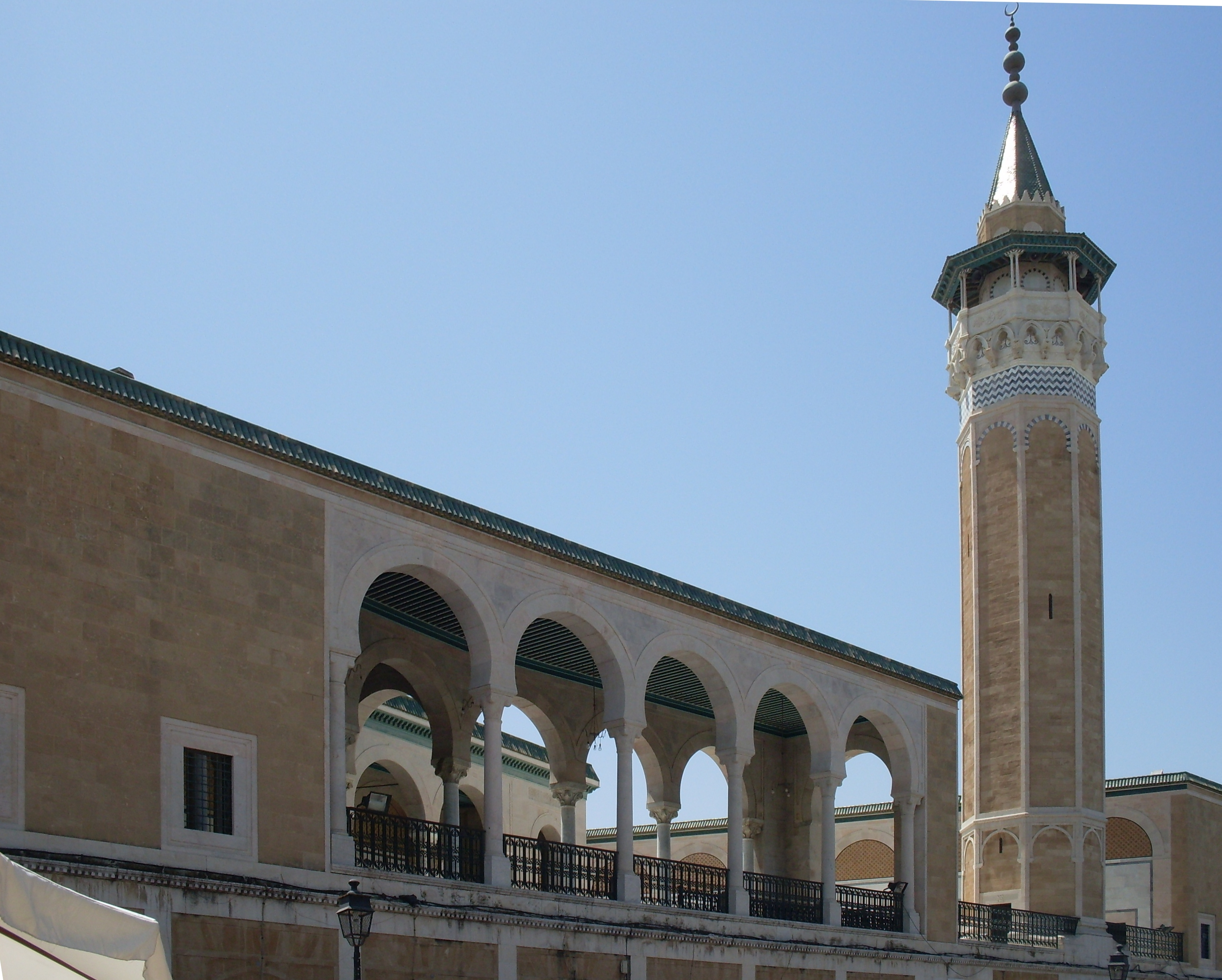
La mosquée Saheb Ettabaâ, inaugurée en 1814, est l'un des édifices les plus représentatifs de l'architecture religieuse durant la période husseinite.

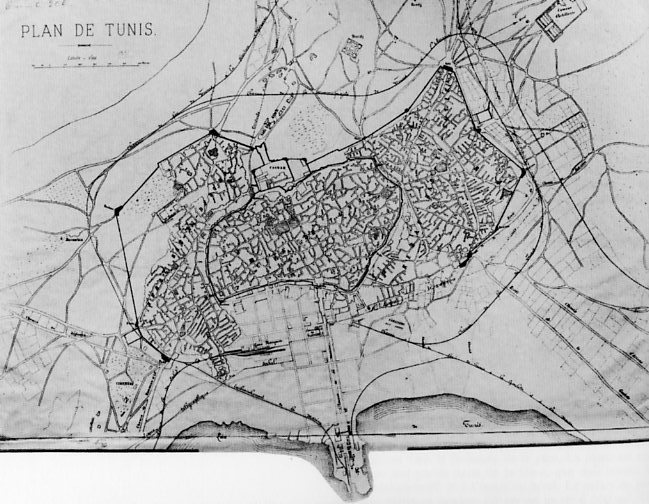
Plan de Tunis en 1881.

Au début du XVIIIe siècle, la Tunisie entre dans une nouvelle période de son histoire avec l'avènement de la dynastie husseinite. À cette époque, Tunis conserve la structure qu'elle avait déjà au XVIIe siècle. Les voyageurs de l'époque décrivent « ses maisons à terrasse s'étageant sur les pentes d'une modeste colline, la citadelle qui en couronne le faîte, les deux enceintes qui la défendent : la première enveloppant la médina centrale, la seconde enveloppant les deux faubourgs qui la flanquent au nord et au sud ». Dans ce cadre, de multiples initiatives émanant des princes se succédant au pouvoir ou de hauts dignitaires apportent de nombreuses retouches urbaines (mosquées, zaouïas, fontaines, etc.) qui renouvellent et enrichissent la parure monumentale de la ville.
En 1724, Peysonnel signale le développement de l'industrie de la chéchia ainsi que l'augmentation des exportations de blé, de dattes, de cuir et de cire. La population de la ville, estimée à environ 100 000 habitants vers 1780, est affectée par trois épidémies de peste (1784-1785, 1794 et 1818-1820) et ne dépasse guère 80 000 habitants vers 1830. Durant cette période, la ville prospère à nouveau comme centre de commerce mais aussi de piraterie jusqu'au XIXe siècle, période durant laquelle sa population est évaluée, selon les différentes sources, sur une échelle allant de 90 000 à 110 000 habitants. Profitant des dissensions internes à la dynastie, les Algériens s'emparent de Tunis en 1756 et placent le pays sous tutelle.
Au début du XIXe siècle, Hammouda Pacha doit faire face aux bombardements de la flotte vénitienne mais réussit à se défaire de la tutelle algérienne et dissout la milice des janissaires après une révolte en 1811. Sous le règne de Hussein II Bey, les victoires navales des Anglais (1826) et des Français (1827) mettent fin à la course, privant le pays des revenus en découlant. Pendant le demi-siècle qui va de la conquête de l'Algérie au traité du Bardo, la ville de Tunis se transforme en s'ouvrant plus largement aux influences de l'Occident dans un contexte d'aggravation de la situation financière du royaume. Des colonies européennes, de plus en plus nombreuses chaque année, viennent grossir la population tunisoise. Dès 1857, le consul de France, Léon Roches, obtient de pouvoir construire son consulat hors des murs sur la future avenue de la Marine.
En conséquence, l'organisation spatiale de la ville est remise en cause par les premières démolitions des remparts, à partir de 1860, et l'ouverture des portes dès 1870. La cité s'étend dès lors hors de ses murs, entre la médina et les rives du lac, pour accueillir les nouvelles populations et reçoit les premiers équipements modernes en matière d'adduction d'eau (1860), d'éclairage au gaz (1872), de voirie, de l'enlèvement des ordures ménagères (1873) ainsi que de communications avec la proche banlieue et l'arrière-pays.
En marge de l'artisanat et du commerce traditionnels qui déclinent, les nouveaux venus développent les échanges avec l'Europe, introduisent les premières industries modernes et acclimatent ainsi sur les marges de la cité arabe de nouvelles formes de vie urbaine. Durant longtemps, l'administration de la capitale relève d'une organisation coutumière : il revient au Cheikh El Médina, assisté de deux cheikhs à la tête des faubourgs de Bab El Jazira et de Bab Souika, de servir les intérêts de la cité. Avec le concours de divers chefs de quartiers, ils répartissent et perçoivent les contributions auxquelles la population est soumise, veillent à l'entretien des rues, à l'enlèvement des ordures ménagères, au curage des égouts et à la sécurité de la ville. Sous le règne de Mohammed Bey, une importante réforme voit le jour. Par le décret du 30 août 1858, la capitale est érigée en municipalité avec un Conseil municipal de douze membres choisis par les notables.
L'homme qui est à la base de la création de cette institution est le général Husseïn. Cependant, la vieille organisation ne disparaît pas complètement et les trois dirigeants coutumiers continuent de veiller au sort de leur secteur. En 1860, le général Husseïn est nommé gouverneur de la capitale et président de la municipalité.

### Protectorat français

#### XIXesiècle
L'année 1881, qui est celle de l'instauration du protectorat français, marque un tournant dans l'histoire de Tunis. La ville entre dans une ère de mutations rapides qui la transforment profondément en deux ou trois décennies. Avec l'arrivée des capitaux français, Tunis voit sa population s'accroître avec l'implantation de populations européennes qui arrivent presque à égalité en importance avec la population locale. Restée pendant des siècles contenue derrière ses fortifications, la ville s'étend donc rapidement : elle se dédouble en une ville ancienne peuplée par la population arabe et une ville nouvelle peuplée par les nouveaux arrivants et différente de par sa structure avec la ville arabe. Tunis fait alors l'objet d'importants travaux qui la dotent d'adductions d'eau, de gaz naturel et d'électricité et d'équipements sociaux. À l'économie traditionnelle s'ajoute une économie capitaliste de type colonial. La principale transformation consiste en la conquête de la lagune par comblement et assainissement qui permettent de créer des superficies constructibles tout en respectant la ville originelle.

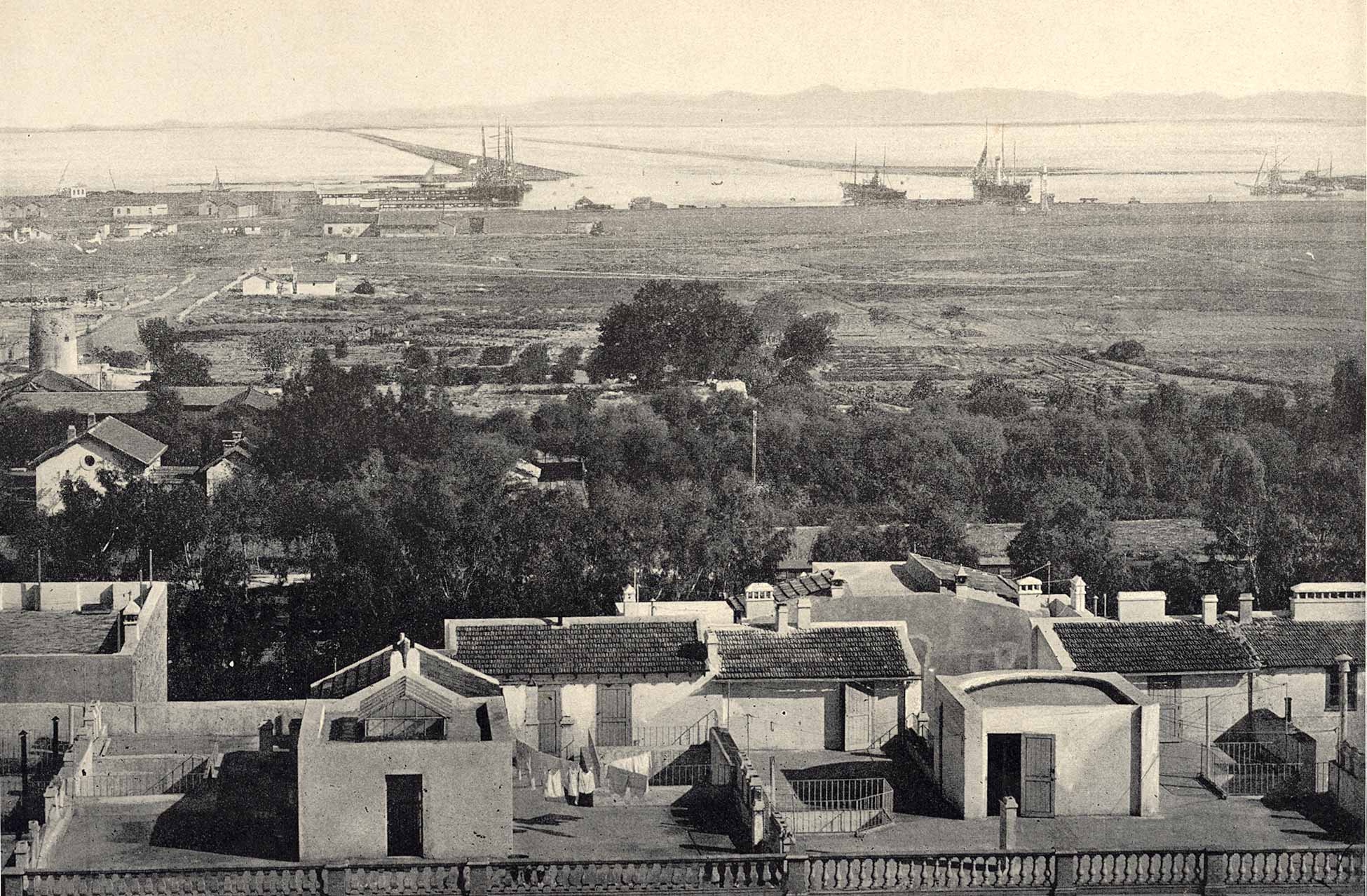
Vue du port en 1890.

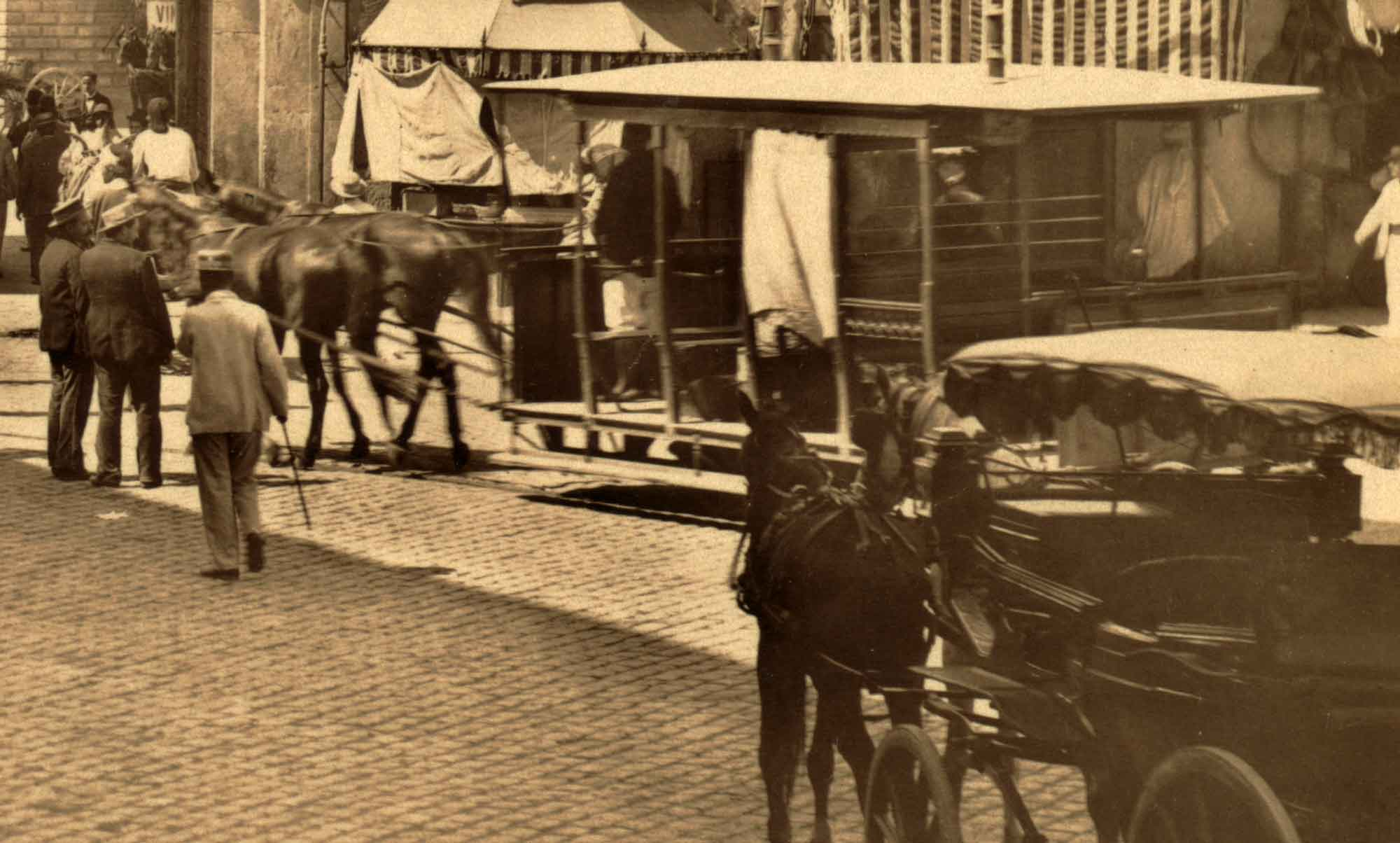
Première ligne de tramway à Bab El Bhar.

En 1882, Francesco Garibaldi, ressortissant italien, demande la concession d'un réseau de tramways à traction animale mais le traité de Ksar Saïd, signé entre la Tunisie et la France, interdit toute concession en faveur des ressortissants italiens. C'est donc une compagnie dirigée par le Belge Joseph Closon, la Société anonyme des tramways de Tunis, qui obtient en 1886 la concession des premières lignes de tramways à traction hippomobile : l'une faisant le tour de la médina et l'autre reliant Bab El Bhar à la Marine (prolongée vers le port en 1894) sont mises en service en 1887. En 1896, une nouvelle ligne voit le jour entre Bab El Bhar et Bab El Khadra. Durant la même année, la Compagnie générale française de tramways (CGFT) se voit accorder la concession de trois nouvelles lignes (Bab El Bhar-Abattoirs, rue de Rome-Belvédère et rue El Jazira-Bab Saadoun) inaugurées en 1900.
Afin de mettre fin à la dualité du réseau de tramways, la municipalité rachète le réseau belge et le rétrocède à la compagnie française. En 1902, la CGFT entame un programme d'électrification du réseau, par la construction d'une centrale à Bab Saadoun en 1900 puis à La Goulette en 1908, et crée en 1903 une filiale locale : la Compagnie des tramways de Tunis (CTT). Entretemps, la ligne du Belvédère est prolongée jusqu'à l'Ariana et la ligne de Bab Saadoun jusqu'au Bardo et à La Manouba, permettant ainsi aux tramways d'atteindre la proche banlieue tunisoise.
Tunis se trouvant à dix kilomètres de la mer, dont elle est séparée par le lac de Tunis qui n'a qu'une profondeur maximale de moins d'un mètre, l'idée d'y aménager un port se trouve dicté par des considérations politiques, le premier embryon de port au XVIIIe siècle n'étant longtemps qu'une darse dont le premier vannage aurait été établi en 1825 avec des bois de navires naufragés. La Société de navigation génoise Rubattino possédant le monopole sur le trafic ferroviaire entre Tunis et La Goulette, l'idée de créer un port au fond du lac est exprimée par la nouvelle administration du protectorat français afin de ne pas laisser aux Italiens la totalité du trafic portuaire. Une compagnie française, la Compagnie des chemins de fer Bône-Guelma, se voit accorder une concession pour créer un port près de Tunis. Toutefois, lorsqu'il est établi que le protectorat doit dorénavant subvenir par ses propres ressources à toutes ses entreprises, la compagnie, perdant l'espoir d'un concours financier que le petit budget tunisien paraît hors d'état de lui assurer, renonce à son projet. C'est donc la Société de construction des Batignolles qui creuse au nom du protectorat, à partir de 1888, un véritable chenal conduisant directement à un bassin de douze hectares situé en face de Tunis. Ces travaux et autres ouvrages accessoires sont achevés le 28 mai 1893. Les ressources faisant défaut au budget du protectorat pour effectuer un ensemble de travaux complémentaires en raison des charges de l'établissement du réseau ferroviaire, l'idée se fait alors jour de lier l'achèvement du port et la construction des ports de Sousse et Sfax à l'exploitation de l'ensemble par une concession spéciale qui est accordée à la Compagnie des ports de Tunis, Sousse et Sfax le 12 avril 1894.

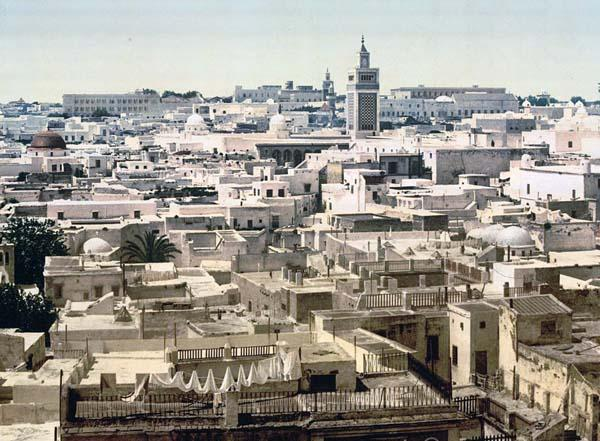
Vue générale de Tunis en 1899.

Au milieu du règne d'Ali III Bey, en 1885, Mohamed Asfouri devient le Cheikh El Médina de l'ensemble des habitants de la capitale de même que président de la municipalité de Tunis, réunifiant ainsi l'organisation coutumière et l'organisation moderne. La Première Guerre mondiale marque un temps d'arrêt dans l'histoire de Tunis. Après la guerre, la population reprend sa croissance, notamment par l'afflux de populations venues de l'arrière-pays et une reprise modérée de l'immigration européenne.
Au lendemain de l'instauration du protectorat français de Tunisie, la population indigène, musulmane et juive, n'augmente guère. Malgré l'amélioration de l'hygiène publique et le recul des épidémies meurtrières, le taux de mortalité demeure longtemps très élevé. À la faveur d'une forte natalité, on constate au sein de la population juive un léger excédent des naissances sur les décès. En revanche, les morts sont plus nombreuses que les naissances au sein de la population musulmane dont les effectifs stagnent et même diminuent. Alors que la population indigène reste, à peu de chose près, ce qu'elle était, la population européenne s'accroît à vive allure grâce à l'afflux continu de Français, d'Italiens et de Maltais qui viennent s'établir dans le pays pour y faire carrière, y monter des affaires ou y trouver du travail. En quelques années, les mouvements migratoires entraînent un rapide accroissement de la population de Tunis et modifient le poids respectif des diverses ethnies.
| Année                                  | Tunisiens musulmans | Tunisiens israélites | Français | Italiens |
| -------------------------------------- | ------------------- | -------------------- | -------- | -------- |
| 1921                                   | 77 318              | 22 647               | 25 093   | 46 770   |
| 1926                                   | 80 899              | 28 102               | 32 279   | 48 991   |
| 1931                                   | 95 592              | 29 447               | 40 794   | 52 972   |
| 1936                                   | 97 347              | 32 306               | 51 207   | 57 262   |
| 1946                                   | 238 167             | 42 410               | 82 922   | 55 884   |
| 1956                                   | 338 453             | 38 929               | 107 112  | 47 712   |
| 1966                                   | 635 603             | ~ 13 200             | ~ 9 900  | ~ 7 500  |
| 1970                                   | 848 515             | ~ 6 700              | ~ 9 500  | ~ 4 800  |
| Sources : Tunis : histoire d'une ville |                     |                      |          |          |

#### XXesiècle

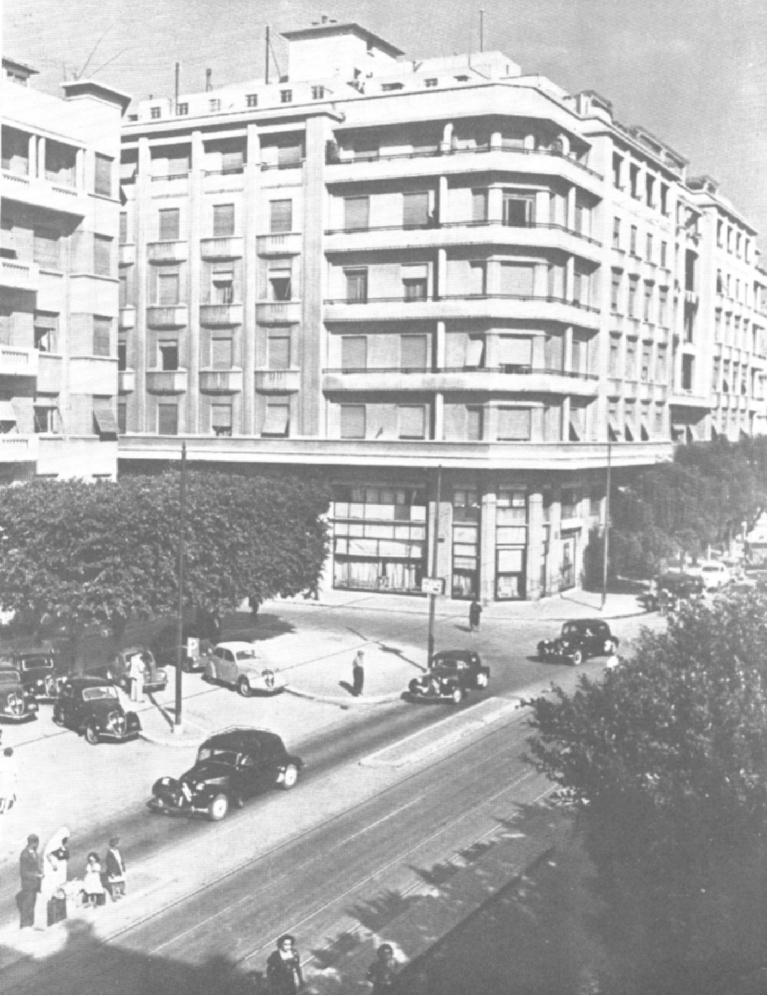
Avenue de Carthage.

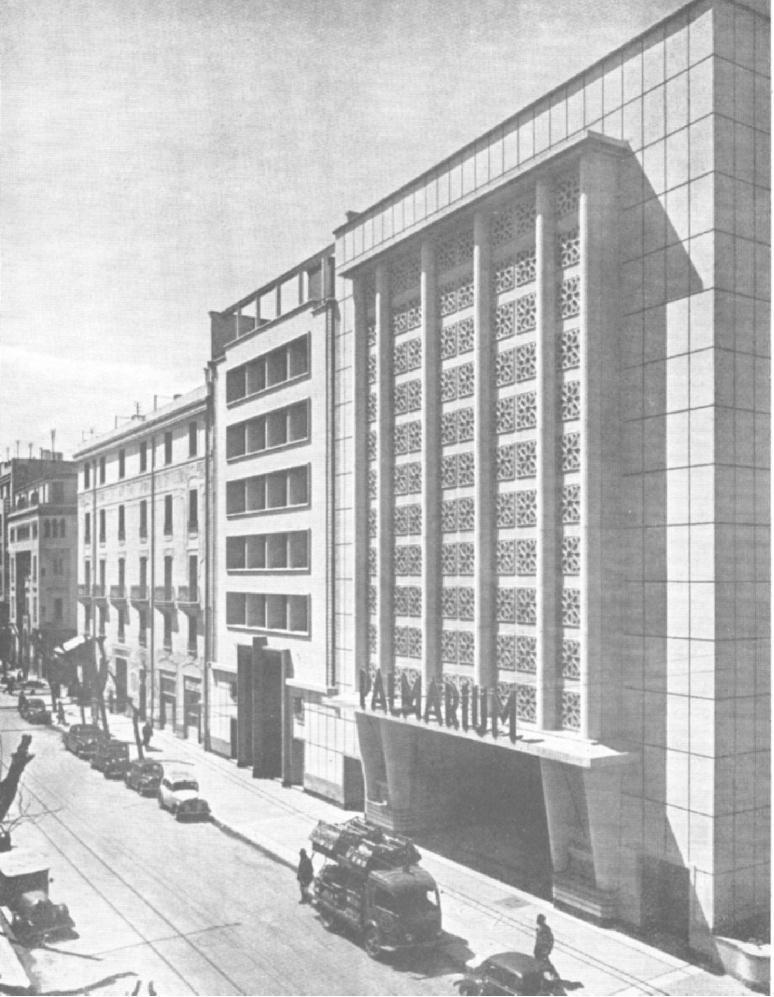
Façade du Casino municipal.

Au début du XXe siècle, la ville connaît de nouvelles transformations : la ville moderne gagne en importance et étend son réseau de rues quadrillées dans toutes les directions possibles. De plus, un ensemble de cités satellites font leur apparition et repoussent encore les limites de l'aire urbaine tunisoise. Au niveau économique, les activités se développent et se diversifient : les industries modernes voient leurs opérations commerciales prendre de l'ampleur alors que l'industrie traditionnelle décline progressivement. Le développement de la ville durant l'entre-deux-guerres entraîne une extension du réseau de transports publics. Par ailleurs, les deux premières lignes d'autobus (rue de Rome-Franceville-Mutuelleville et place de la Gare-Montfleury) sont mises en service en 1930. Toutefois, le développement des transports en commun n'a pas fait disparaître les fiacres qui continuent de sillonner les rues de la ville. La CTT tente de moderniser son réseau en mettant en service des trolleybus sur certaines lignes (place Pasteur-Mutuelleville, Bab El Bhar-Montfleury et Bab El Bhar-Avenue Carnot avec prolongement jusqu'à Mutuelleville) et en ouvrant des lignes d'autobus vers les nouvelles cités populaires entourant la capitale.
Durant la Seconde Guerre mondiale, Tunis subit 25 bombardements de l'aviation alliée qui font 756 morts et 1 002 blessés. Les quartiers les plus éprouvés sont ceux de la ville européenne, qui se trouvent à proximité des objectifs militaires que sont le port, la gare et les usines, même si des bombes tombent également sur la médina et ses faubourgs. Une fois le conflit terminé, l'expansion du trafic automobile et l'apparition des « bébés-taxis » en lieu et place des fiacres dans les années 1950 entraîne le déclin du trafic. C'est dans ce contexte qu'apparaît une ceinture de « faubourgs spontanés » (appelés gourbivilles) qui entourent rapidement la capitale. Après la guerre, l'industrialisation de la capitale s'accélère mais ne permet pas de subvenir aux besoins d'une population en pleine croissance. Du même coup, les contrastes au sein de la ville s'accentuent.

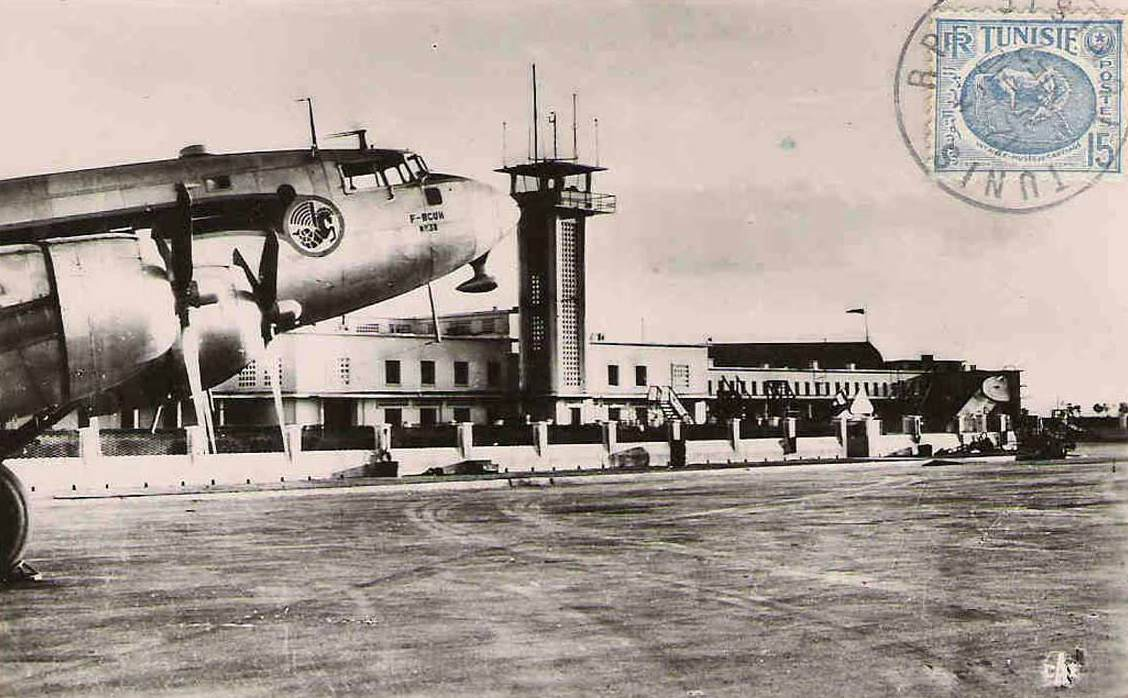
Tarmac de l'aérodrome d'El Aouina en 1952.

À la fin de l'année 1926, la compagnie française Air Union, qui assure déjà un service Antibes-Ajaccio, réalise la jonction Ajaccio-Tunis et ouvre une ligne desservie par des hydravions Antibes-Ajaccio-Tunis avec trois liaisons hebdomadaires. À cette première ligne succède en 1929 une deuxième ligne Tunis-Ajaccio-Marignane avec six liaisons hebdomadaires. Cette même année, à la suite d'un accord franco-italien, est inaugurée une ligne d'hydravions Tunis-Rome, via Cagliari ou Palerme, avec six liaisons hebdomadaires. Entre-temps, Tunis est reliée à Bône par une ligne régulière avec trois liaisons hebdomadaires. La préférence accordée aux hydravions conduit à l'aménagement de la base de Khereddine. Installée à douze kilomètres de Tunis, au bord du lac de Tunis, les hydravions y disposent d'une aire d'amerissage de 9 600 hectares. Dans un deuxième temps, on aménage à 8 kilomètres de Tunis, au lieu-dit El Aouina, un aérodrome civil utilisé pour les liaisons Tunis-Bône et Tunis-Paris. Au cours des années 1930, on observe sur les deux bases une croissance continue du nombre de passagers. Il faudra attendre la fin de la Seconde Guerre mondiale pour que l'on renonce aux liaisons par hydravions et que l'on abandonne la base de Khereddine. Pendant la Seconde Guerre mondiale, le trafic de voyageurs subit de fortes variations. De 23,6 millions de passagers en 1939, il passe à 47,2 millions en 1942 avant de s'effondrer en 1943 (4,3 millions) en raison de la destruction de la centrale électrique de La Goulette.

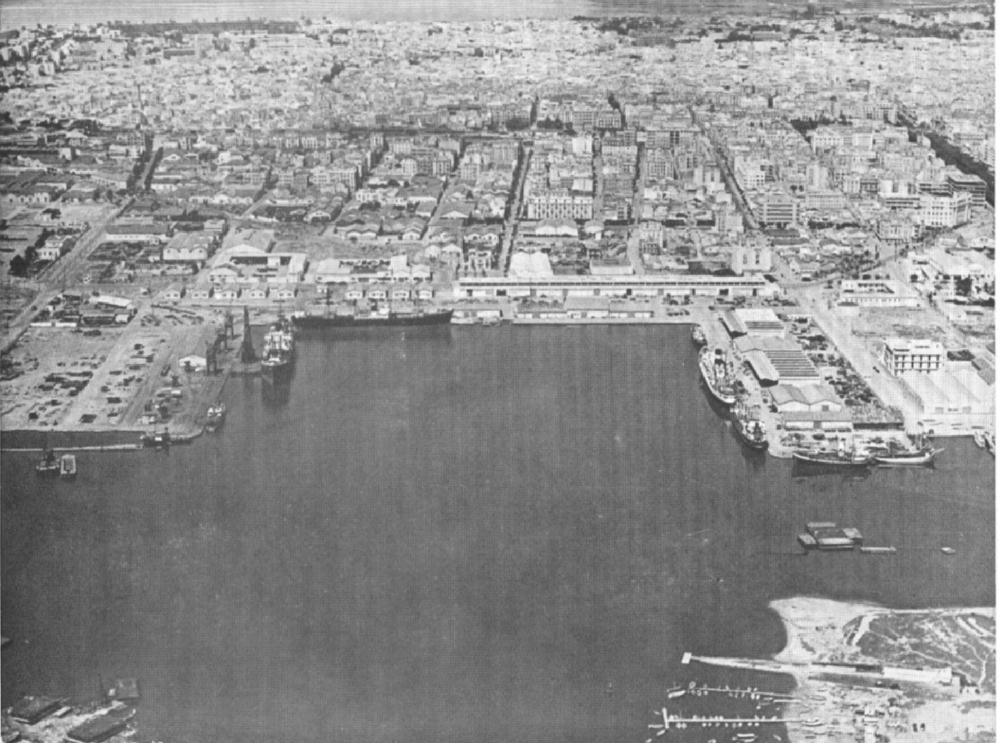
Vue aérienne du port en 1953.

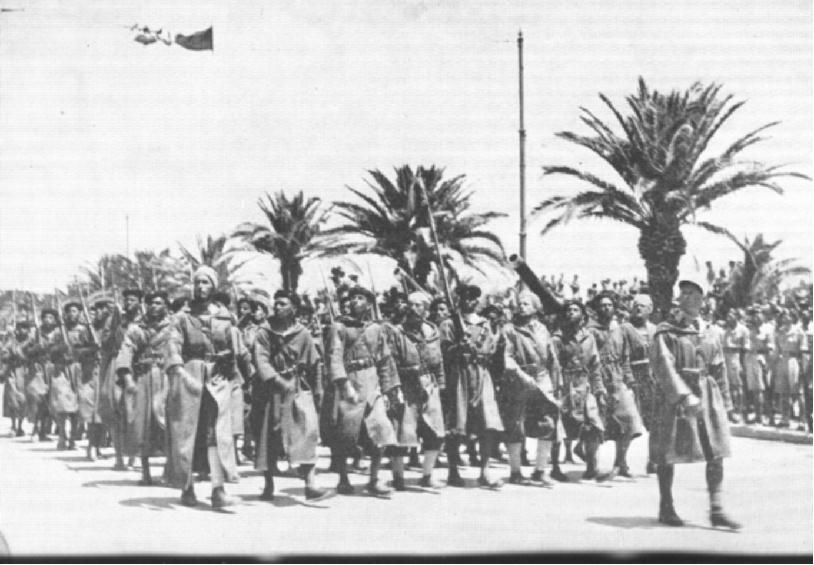
Défilé de la victoire alliée en mai 1943.

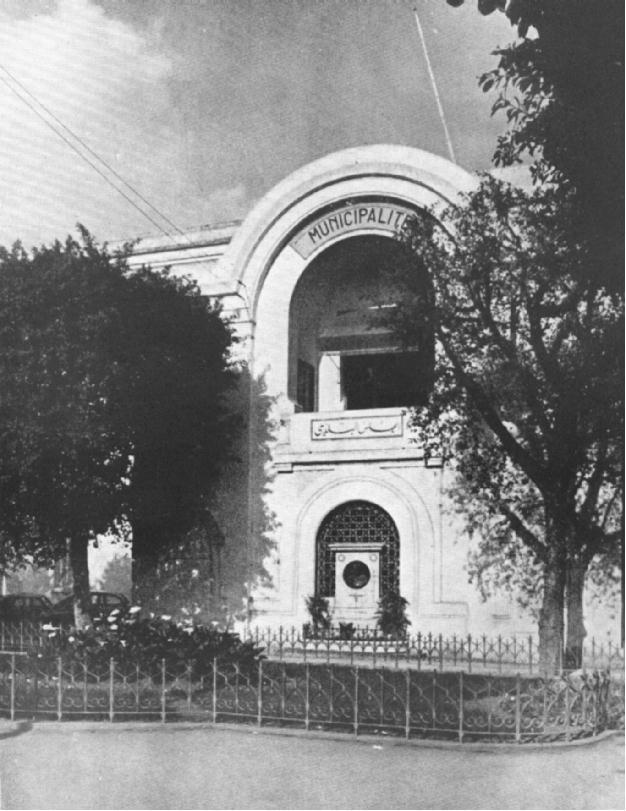
Siège de la municipalité dans les années 1950.

Au niveau portuaire, le 27 décembre 1937 voit l'exploitation des ports confiée à l'Office des ports de Tunis, Sousse et Sfax créé par un décret beylical. Gravement endommagé par les bombardements de la campagne de Tunisie (1943), les installations portuaires sont progressivement remises à niveau après la Seconde Guerre mondiale. Au cours de la période qui s'ouvre avec la fin de la Seconde Guerre mondiale, Tunis connaît un ensemble de mutations qui lui donnent un nouveau visage. Au cours de cette même période, la population tunisoise commence à être mieux connue. Les dénombrements entrepris tous les cinq ans ne portent plus seulement sur la population européenne mais aussi sur la population indigène (musulmane et juive). Dès lors, des données chiffrées sont disponibles sur tous les éléments de la population de la ville et de la banlieue et permettent de suivre l'évolution de leurs effectifs.
Le développement amorcé à la fin du XIXe siècle se poursuit. Tunis ne tarde pas à atteindre et dépasser le 200 000 habitants alors que l'agglomération constitue un ensemble de plus de 250 000 habitants. Ce mouvement d'ensemble s'accompagne de nombreux changements qui affectent les divers éléments de la population et modifient le poids respectif de chacun d'eux, dès lors que la croissance ne se fait pas au même rythme et que des naturalisations individuelles ou collectives font passer des milliers de personnes d'une nationalité à l'autre. Les dernières années du protectorat sont marquées par un accroissement considérable de la population de Tunis. La ville, qui avait à peine 220 000 habitants en 1936, en compte plus de 400 000 en 1956. L'ensemble formé par la ville et sa banlieue voit sa population doubler en vingt ans et compte plus de 500 000 habitants à la veille de l'indépendance. Cette croissance n'est due que pour une faible part aux Européens dont les effectifs, toutes nationalités confondues, s'accroissent modérément. Elle est pour l'essentiel imputable à l'augmentation de la population tunisienne qui, en vingt ans, triple à Tunis comme dans son agglomération. Du même coup se modifient les rapports entre les divers éléments de la population urbaine. Les Européens qui en constituaient près de la moitié n'en représentent plus que le quart dans une ville où les nationaux sont trois fois plus nombreux.
| Année                                  | Municipalité | Agglomération |
| -------------------------------------- | ------------ | ------------- |
| 1891                                   | 114 121      | -             |
| 1901                                   | 146 276      | -             |
| 1911                                   | 162 479      | -             |
| 1921                                   | 171 676      | 192 994       |
| 1926                                   | 185 996      | 210 240       |
| 1931                                   | 202 405      | 235 230       |
| 1936                                   | 219 578      | 258 113       |
| 1946                                   | 364 593      | 449 820       |
| 1956                                   | 410 000      | 561 117       |
| 1966                                   | 468 997      | 679 603       |
| 1975                                   | 550 404      | 873 515       |
| Sources : Tunis : histoire d'une ville |              |               |

## Époque contemporaine

### Transformations post-indépendance
Lors de l'indépendance du pays en 1956, Tunis est confirmée dans son rôle de capitale, la Constitution du 1er juin 1959 disposant que la Chambre des députés et la présidence de la république doivent avoir leurs sièges à Tunis ou sa banlieue. Après l'avènement de l'indépendance, en 1956, et au terme d'une réforme administrative, l'appellation administrative de « Cheikh El Médina - maire de Tunis » fait son apparition. Toutefois, le langage courant utilise le simple titre de « maire de Tunis ». Dans le même temps, le maire joue toujours un rôle croissant dans la vie politique du pays à tel point que trois d'entre eux sont devenus par la suite ministres (Hassib Ben Ammar, Fouad Mebazaa et Zakaria Ben Mustapha). Dans les années 1960 et 1970, ils sont associés aux travaux du gouvernement et cela de façon permanente à partir du 21 novembre 1981. Le Premier ministre Mohamed Mzali rappelle alors le rôle joué par le maire Zarrouk, membre du cabinet de Sadok Bey, qui s'opposa à la signature du traité du Bardo en 1881. Cette pratique cesse avec l'arrivée à la présidence de Zine el-Abidine Ben Ali le 7 novembre 1987.
L'indépendance du pays ouvre pourtant une nouvelle période dans l'histoire de Tunis comme dans celle du pays entier. Dans un laps de temps très court, les changements se succèdent et transforment la ville coloniale. Sur ordre de la nouvelle administration municipale, toutes les statues de personnalités apparaissant comme des symboles du protectorat (Jules Ferry, Lavigerie ou Paul Cambon) sont déboulonnées et les rues portant des noms de personnalités ou de lieux français sont rebaptisées et reçoivent les noms de personnalités tunisiennes ou de dates marquantes de la lutte pour l'indépendance (9 avril ou 20 mars). Avec la proclamation de l'indépendance, de nombreux changements surviennent dans les transports de l'agglomération tunisoise. La Compagnie tunisienne d'électricité et de transports, qui venait de succéder à la CTT, est nationalisée en 1958. La gestion du réseau est alors confiée à la Régie d'électricité et de transport puis à la Société nationale des transports fondée le 1er janvier 1963. Des lignes d'autobus se substituent aux tramways (1956-1957) puis aux trolleybus (1963-1969) et couvrent alors une zone plus étendue que l'ancien réseau. Face à l'accroissement de la population, le nombre de voyageurs transportés passe de 31,6 millions en 1955 à 159,6 millions en 1975 et surcharge donc rapidement le réseau d'autobus. Quant à l'Office national des ports maritimes, qui prend en charge l'ensemble des ports du pays, il modernise les infrastructures durant les années 1960. Toutefois, le développement des installations portuaires de La Goulette et Radès permettent d'envisager au début du XXIe siècle le réaménagement du port et sa transformation en port de plaisance. Dans le même temps, un nouveau réseau de tramways en site propre est planifié et la première ligne du nouveau métro léger inaugurée en 1985. En 2001, le processus de fusion de la SNT et de la Société du métro léger de Tunis est enclenché. Il conduit à la création, en 2003, de la Société des transports de Tunis qui prend ainsi en charge l'ensemble des transports publics tunisois.

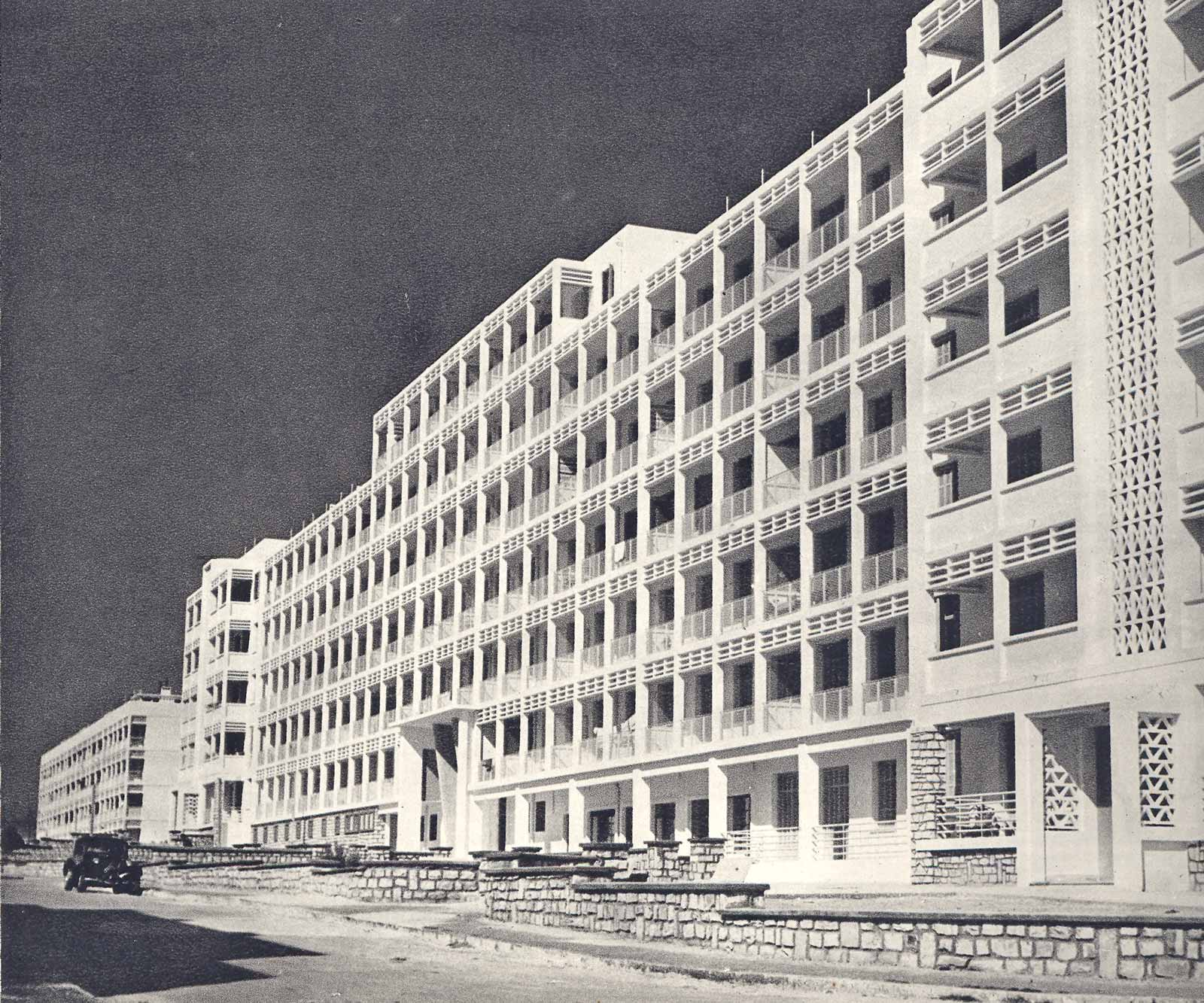
Ensemble immobilier des années 1950.

Dans les années qui suivent l'indépendance, la population de l'agglomération continue de s'accroître : l'accroissement est de 21,1 % de 1956 à 1966 puis de 28,5 % de 1966 à 1975 (55,6 % entre 1956 et 1975). Cette croissance régulière des effectifs s'accompagne de mutations qui modifient d'une façon radicale le peuplement de la capitale. La décolonisation s'est traduite par l'exode de toutes les minorités confessionnelles dont les effectifs s'amenuisent d'année en année. Les Européens qui voient leurs conditions de vie bouleversées se résolvent progressivement au départ. Mais les vides créés par leur départ sont surabondamment comblés par des Tunisiens qui affluent de l'arrière-pays et la population de l'agglomération continue de croître. L'opposition entre la ville arabe et la ville européenne s'atténue progressivement avec l'arabisation de la population. Sous la pression démographique, la ville s'étend encore avec la création de nouveaux quartiers qui englobent peu à peu les banlieues les plus proches. Les équipements hérités du protectorat sont progressivement renouvelés et modernisés et de nouvelles constructions enrichissent le paysage urbain. Dans le même temps, une politique active d'industrialisation développe l'économie municipale.
En juin 1967, après la guerre des Six Jours, des manifestations ont lieu à Tunis pour dénoncer la collusion entre les États-Unis, le Royaume-Uni et Israël : le cortège, détourné dans des circonstances jamais éclaircies du consulat britannique et du centre culturel américain, se retrouve dans le quartier juif où les manifestants brûlent la Grande synagogue. Vingt personnes sont arrêtées et condamnées à de lourdes peines par un tribunal militaire dès le 30 juin.
Le 12 juin 1979, Tunis devient le siège de la Ligue arabe après la signature par l'Égypte des accords de Camp David avec Israël. Elle le restera jusqu'au 31 octobre 1990. Le 3 septembre 1982, Yasser Arafat, tout juste évacué de Beyrouth, débarque à Tunis et s'installe avec quelques fidèles dans un grand hôtel transformé en quartier général à Borj Cédria alors que la délégation de l'OLP prend ses quartiers à Gammarth puis à Hammam Chott. Pendant douze ans, des milliers de cadres de l'organisation sont cantonnés loin du centre, dans des quartiers alors en chantier, vivant disséminés à l'intérieur de villas masquées par des bougainvilliers et des eucalyptus. C'est en 1994, après les accords d'Oslo, qu'ils quittent discrètement la ville.
Le 3 juillet 2018, une femme est élue pour la première fois maire de la ville à la suite des élections municipales : Souad Abderrahim (Ennahdha).

### Projets pour leXXIesiècle
Les années 2000 voient la transformation urbanistique de Tunis se poursuivre avec la réalisation planifiée de projets financés par des entreprises des Émirats arabes unis qui verraient certains parties de la ville se transformer radicalement :
- le projet de rénovation de la zone de La Petite Sicile[58] avoisinant le port commercial actuel verra ce dernier être transformé en un important port de plaisance. Le projet sera réalisé sur une superficie de 80 hectares délimitée par Bab Alioua au sud, l'avenue Habib-Bourguiba au nord, le port de Tunis à l'est et l'avenue de Carthage à l'ouest. Il comprendra un parking à étages sur 7 492 m2, deux tours jumelles, une station de transport multimodal (gare principale, station de bus et de taxis et station du métro), des immeubles résidentiels et administratifs et des espaces culturels, sociaux et commerciaux.
- le projet d'aménagement de la rive sud du lac, projet de grande envergure qui se monte initialement à 14 milliards de dollars, porte sur une superficie d’environ 830 hectares et vise la réalisation de quartiers résidentiels, commerciaux, de services et nombre d’activités annexes, notamment sportives ou de loisirs.